# Universität Potsdam

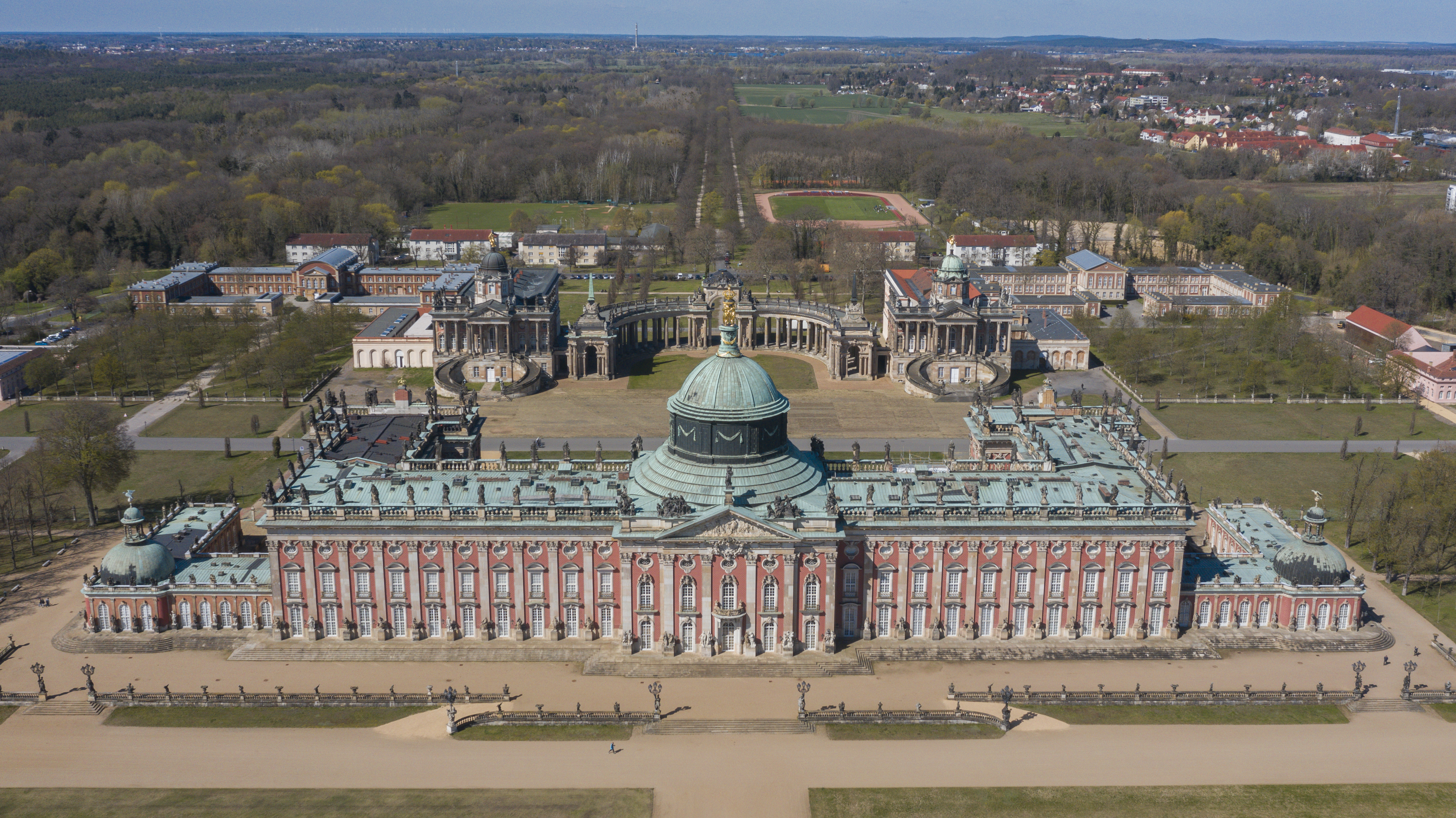
Universitätsstandort Am Neuen Palais im Weltkulturerbe des Parks Sanssouci, 2021

Die Universität Potsdam ist mit rund 19.700 Studenten die größte Universität im Land Brandenburg. Die Einrichtung ist in Potsdam auf drei Standorte verteilt. Dazu kommen mehrere kleine Gebäude an verschiedenen Orten im Stadtgebiet.
170 Studiengänge werden angeboten. Ausdruck der Internationalität der Universität sind u. a. ihre guten Platzierungen im jährlichen Humboldt-Ranking. Zahlreiche Kooperationen bestehen mit Berliner Wissenschaftsinstitutionen. Die Universität ist für ihre Gründungsförderung bekannt.
Im Jahr 2009 wurde die Universität Potsdam Preisträgerin des Wettbewerbs „Exzellenz in der Lehre“ des Stifterverbandes für die Deutsche Wissenschaft und der Kultusministerkonferenz.

## Geschichte
Die Universität ist am 15. Juli 1991 nach der Annahme des Gesetzes über die Hochschulen des Landes Brandenburg gegründet worden. Sie entstand als Nachfolgerin der seit 1990 bestehenden Brandenburgischen Landeshochschule Potsdam (BLH), deren Vorgängereinrichtung die 1948 etablierte Pädagogische Hochschule „Karl Liebknecht“ war. Daher liegt ein Schwerpunkt auf der Lehrerausbildung. Noch vor der Gründung der Universität selbst wurde der „Fachbereich Rechtswissenschaft“ im Januar 1991 gebildet und mit allen Gebäuden der gerade aufgelösten Hochschule für Recht und Verwaltung (ehemals Akademie für Staats- und Rechtswissenschaft der DDR) in die BLH eingegliedert. Dies bedeutete die Überführung des nichtwissenschaftlichen Personals und der Sachmittel zweier juristischer Sektionen sowie der Hochschulbibliothek. Ebenfalls in dieser Phase ging das Areal der abgewickelten „Juristischen Hochschule“ des Ministeriums für Staatssicherheit der DDR an die Hochschule über, einschließlich der noch vorhandenen Technik und Hausverwaltung.
1994 wurden die Humanwissenschaftliche, die Philosophische, die Mathematisch-Naturwissenschaftlichen und die Wirtschafts- und Sozialwissenschaftlichen Fakultäten gegründet und der Chemiker Rolf Mitzner zum ersten Rektor gewählt. Ein Jahr später wurde das erste Graduiertenkolleg zur wissenschaftlichen Nachwuchsförderung von der Deutschen Forschungsgemeinschaft (DFG) eingerichtet. Seit 1998 kamen zahlreiche Kooperationsverträge mit außeruniversitären Forschungseinrichtungen zustande sowie eine Zusammenarbeit mit dem Hans Otto Theater und der Fachhochschule Potsdam. Am Hasso-Plattner-Institut wurde seit 1999 der Studiengang Softwaresystemtechnik eingerichtet. Im Jahr 2000 wurde die erste Forschergruppe der Deutschen Forschungsgemeinschaft an der Universität eingerichtet. Gemeinsam mit den Fachhochschulen Potsdam wurde 2001 das Brandenburgische Institut für Existenzgründung und Mittelstandsförderung BIEM gegründet und im Jahr 2003 der erste Sonderforschungsbereich der Universität eingerichtet.
2009 zählte die Universität zu den Siegern des Förderprogramms der Bundesregierung für Spitzenforschung und Innovation in den neuen Bundesländern. Im gleichen Jahr wurde ein neues Forschungsnetzwerk mit 20 außeruniversitären Partnerinstituten gegründet.
An der Philosophischen Fakultät wurde 2013 die School of Jewish Theology mit dem Studienfach „Jüdische Theologie“ installiert. Seit 2014 ist die Universität Mitglied im E-Learning-Netzwerk der State University of New York.
Seit 2017 vergibt die Universität Potsdam den Voltaire-Preis an Wissenschaftler, die sich für die Freiheit von Forschung und Lehre einsetzen.

## Organisation
Die Universität Potsdam gliedert sich in sieben Fakultäten.

### Rektoren und Präsidenten

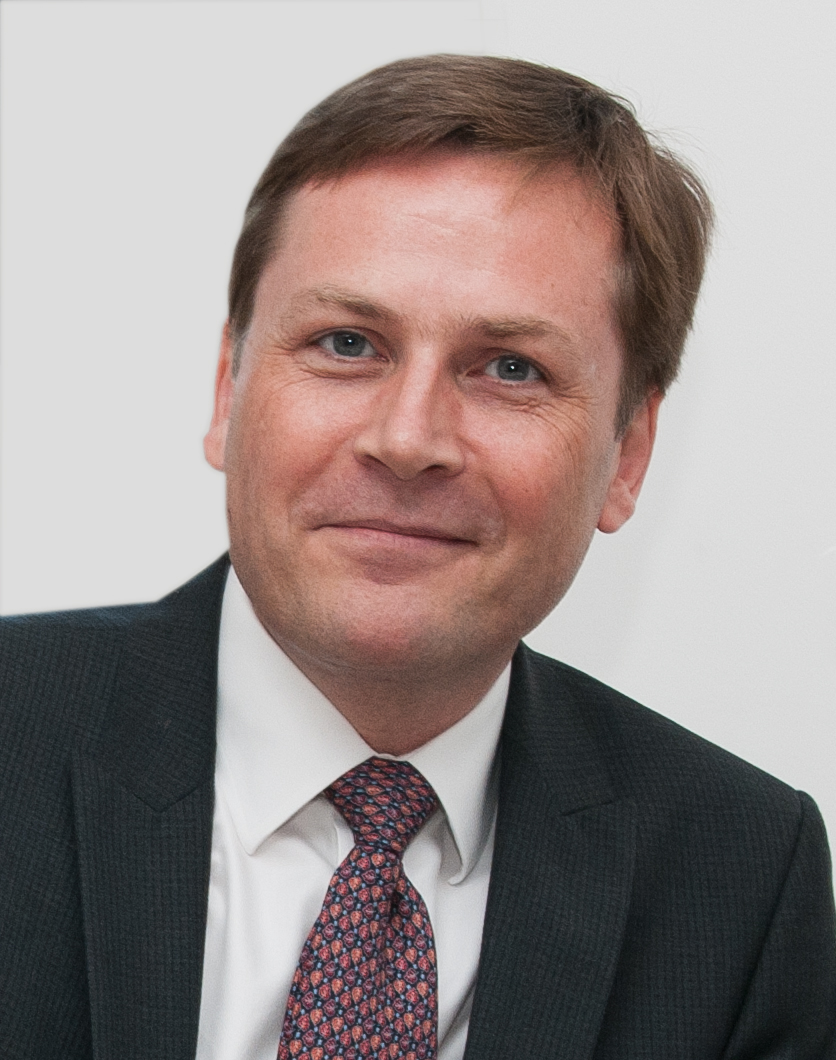
Oliver Günther, seit 2012 Präsident der Universität Potsdam

- 1991–1995 Rolf Mitzner (Gründungsrektor)
- 1995–2006 Wolfgang Loschelder
- 2007–2011 Sabine Kunst
- 2011 Thomas Grünewald (geschäftsführend)
- seit 2012 Oliver Günther[9]

### Juristische Fakultät
Das Lehrangebot der Juristischen Fakultät umfasst die Grundlagen- und Pflichtfächer für die Juristenausbildung. Dazu gehören das Zivilrecht, das Strafrecht und das Öffentliche Recht. Schwerpunktthemen in Forschung und Lehre sind in Potsdam die Grundlagen des Rechts, die Zivilrechtspflege, Wirtschaftsrecht, Internationales Recht, die Öffentliche Verwaltung sowie das Wirtschafts-, Steuer- und Umweltstrafrecht. Weitere Aus- und Fortbildungsveranstaltungen bieten für den kommunalen Bereich das Kommunalwissenschaftliche Institut und für die Internationalen Beziehungen das MenschenRechtsZentrum an.
Eine deutschlandweit besondere Einrichtung an der Juristischen Fakultät ist der Deutsch-Französische Studiengang Rechtswissenschaften, der in Kooperation mit der Universität Paris-Nanterre durchgeführt wird. Neben einem Austauschprogramm bietet er den Studierenden die Gelegenheit, während ihrer ersten beiden Studienjahre an der Universität Potsdam zusätzlich zum deutsch-rechtlichen Standardstudium ein in sich abgeschlossenes Zusatzstudium des französischen Rechts zu absolvieren. Dieser Teil der Lehre wird von französischen Gastdozenten der Partneruniversität in französischer Sprache übernommen.

### Philosophische Fakultät

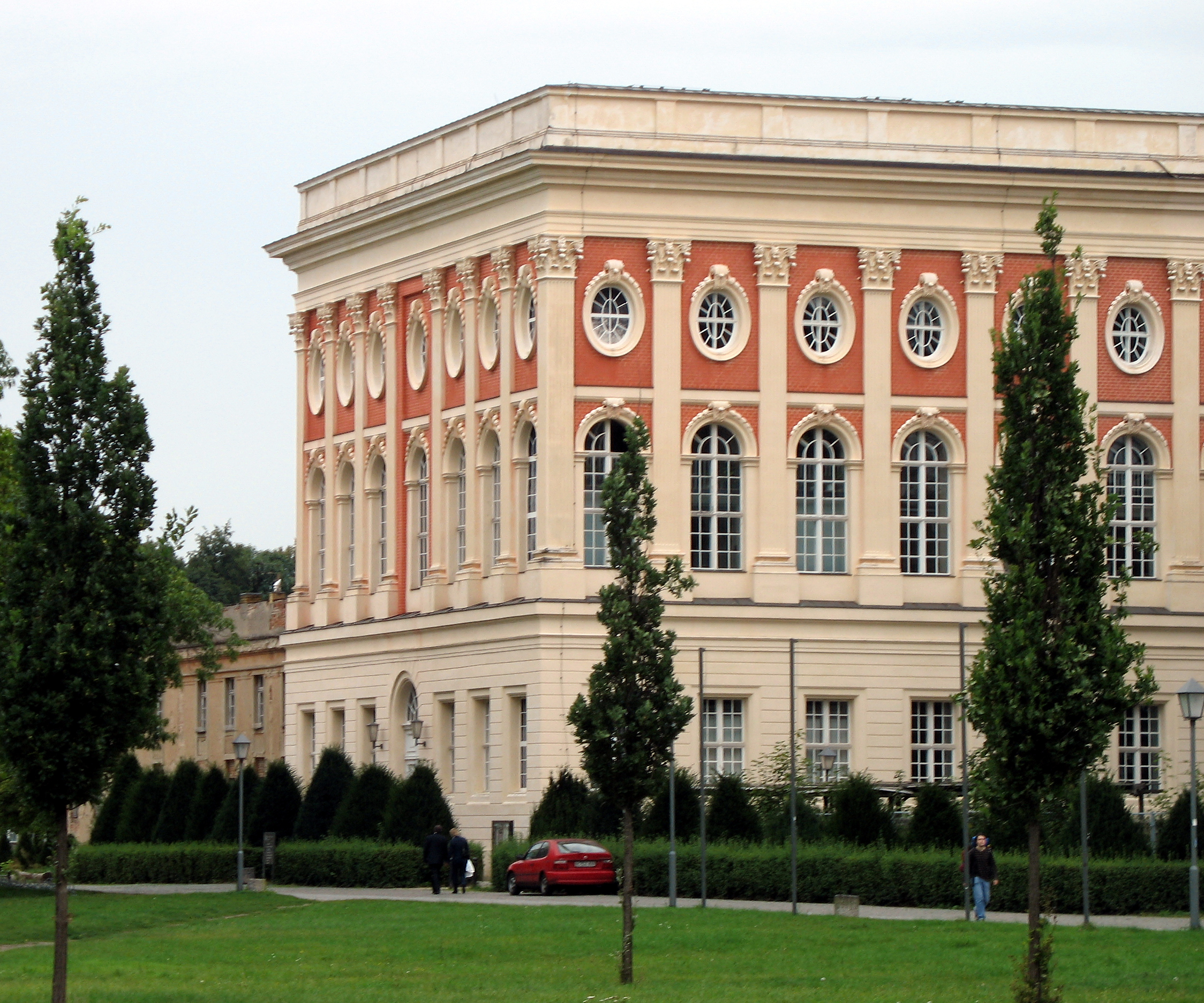
Die Philosophische Fakultät

Die Philosophische Fakultät besteht aus den Instituten für Jüdische Studien und Religionswissenschaft, Jüdische Theologie, Philosophie, Geschichte, Lebensgestaltung-Ethik-Religionskunde (LER), Klassische Philologie, Germanistik, Anglistik und Amerikanistik, Romanistik, Slavistik sowie Künste und Medien. Mit der Eröffnung der „School of Jewish Theology“ im November 2013 nahm die Uni Potsdam als bundesweit erste Universität die Jüdische Theologie in ihren Fächerkanon auf. Als wissenschaftliche Einrichtung gehört seit 2014 auch das Theodor-Fontane-Archiv zur Fakultät.

### Humanwissenschaftliche Fakultät
Die Humanwissenschaftliche Fakultät gliedert sich in die Struktureinheiten Kognitionswissenschaften und Bildungswissenschaften. Forschungsschwerpunkte bilden die Themen Handeln und Verhalten, Sprache, Gesundheit, Breiten- und Spitzensport, Schule und Unterricht sowie Lernen über die Lebensspanne. Die Lehre an der Fakultät wird in den Departments Psychologie, Linguistik, Sport- und Gesundheitswissenschaften, Erziehungswissenschaft und Lehrerbildung organisiert.

### Mathematisch-Naturwissenschaftliche Fakultät

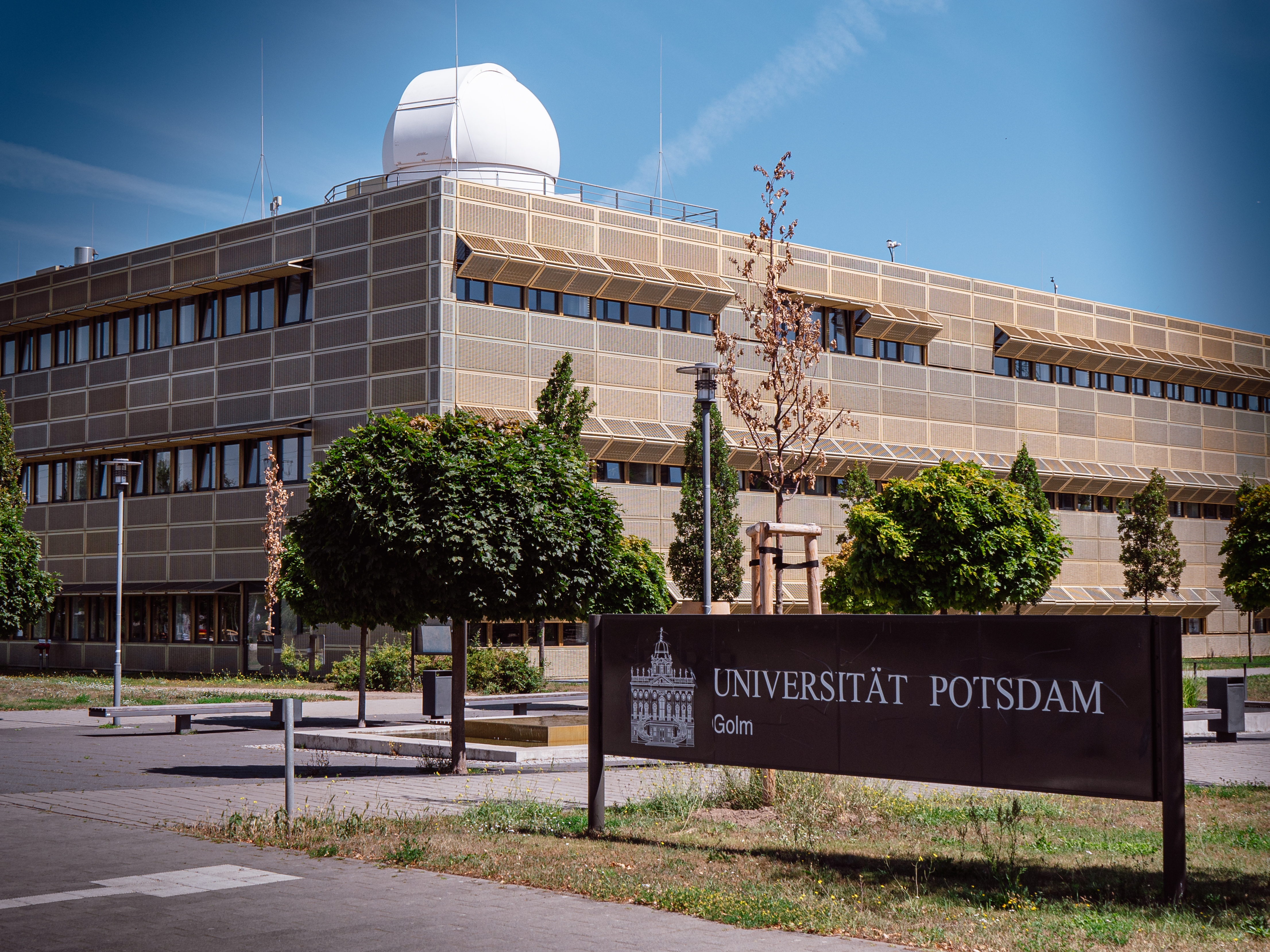
Der Neubau des Instituts für Physik und Astronomie wurde 2009 mit dem Brandenburgischen Baukulturpreis ausgezeichnet

Die Mathematisch-Naturwissenschaftliche Fakultät vereint die Institute für Biochemie und Biologie, Chemie, Ernährungswissenschaft, Geowissenschaften, Informatik und Computational Science, Mathematik, Physik und Astronomie, Umweltwissenschaften und Geographie sowie den Botanischen Garten Potsdam. Besonders stark nachgefragt sind die Studiengänge Biologie, Toxicology und die Geo-Studienprogramme.
Die Fakultät umfasst verschiedene Fachdidaktiken, die in einigen Instituten angesiedelt sind. Dies sind die Didaktik der Biologie, der Chemie, der Geographie, der Informatik, der Mathematik und der Physik.

### Wirtschafts- und Sozialwissenschaftliche Fakultät
Die Wirtschafts- und Sozialwissenschaftliche Fakultät besteht aus den Bereichen Betriebs- und Volkswirtschaftslehre, Politik- und Verwaltungswissenschaft, Soziologie und Wirtschaftsinformatik. Zu wichtigen Kooperationspartnern der Fakultät gehören das Deutsche Institut für Wirtschaftsforschung (DIW), das Mercator Research Institute on Global Commons and Climate Change (MCC), das Institute for Advanced Sustainability Studies (IASS) und das Wissenschaftszentrum Berlin für Sozialforschung (WZB).

### Digital-Engineering-Fakultät
Die gemeinsam von der Universität Potsdam und dem Hasso-Plattner-Institut gegründete Digital-Engineering-Fakultät ist die erste privat finanzierte Fakultät einer staatlichen Universität in Deutschland. Die gemeinsame Fakultät soll zu einem universitären Exzellenzcenter im Bereich des Digital Engineering ausgebaut werden und wird über die Hasso Plattner Foundation vollständig finanziert. Die Fakultät bietet die Bachelor- und Master-Studiengänge IT-Systems Engineering, Data Engineering, Digital Health und Cybersecurity und einen Zertifikatsstudiengang für externe Studenten zu Design Thinking an.

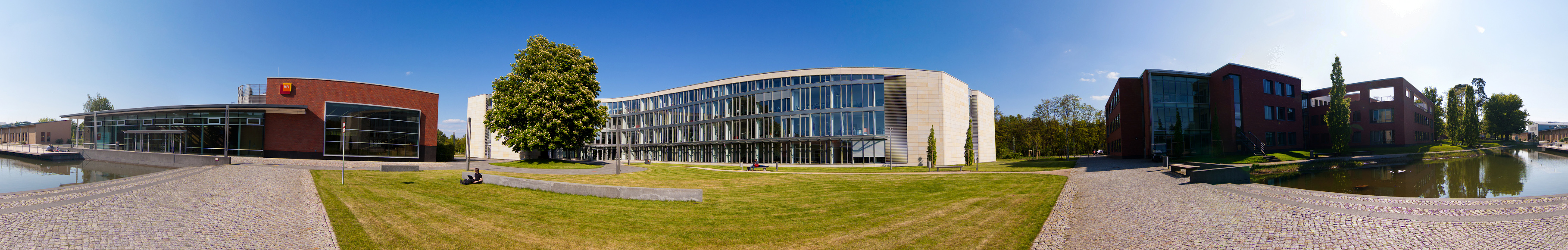
Hasso-Plattner-Institut

### Fakultät für Gesundheitswissenschaften
Die Fakultät für Gesundheitswissenschaften wurde 2018 gemeinsam mit der Medizinischen Hochschule Brandenburg Theodor Fontane und der Brandenburgischen Technischen Universität Cottbus-Senftenberg gegründet. Ziel ist u. a. die Entwicklung von neuartigen medizinischen Versorgungsangeboten sowie innovativen Studiengängen zu aktuellen gesundheitlichen Themen sowie Förderung der Forschung in Kooperation mit weiteren Hochschulen und außeruniversitären Forschungseinrichtungen unter Einbindung eines breiten Netzwerkes aus Kliniken. Nach der stufenweisen Entwicklung sollen 2019 die ersten Professuren zur Berufung ausgeschrieben werden.

## Institute und wissenschaftliche Einrichtungen
Neben den Fakultäten gibt es an der Universität Potsdam eine Reihe von An-Instituten, Kollegs und Forschungszentren:

### Einrichtungen
- Potsdam Transfer – Zentrum für Gründung, Innovation, Wissens- und Technologietransfer der Universität Potsdam; am Griebnitzsee, in Haus 7
- Kanonistisches Institut e. V.
- KWI, Kommunalwissenschaftliches Institut der Universität Potsdam
- MenschenRechtsZentrum
- Netzwerk Studienqualität Brandenburg
- Potsdam Research Institute for Multilingualism
- Theodor-Fontane-Archiv
- Forum Religionen im Kontext

### An-Institute
- Das Abraham Geiger Kolleg ist das erste Rabbinerseminar in Zentraleuropa nach 1945. Das AGK hat es sich zum Ziel gesetzt, Rabbinerinnen und Rabbiner für jüdische Gemeinden in Zentral- und Osteuropa auszubilden. Neben der Rabbinatsausbildung absolvieren die Anwärter ein reguläres Studium, das im umfassenden Lehrplan des Kollegiums Jüdische Studien an der Universität Potsdam verankert ist.
- Zacharias Frankel College
- Die Akademie für Psychotherapie und Interventionsforschung (API) wurde 1998 gegründet und ist seit 1999 An-Institut der Universität Potsdam. Seit der im Jahr 1999 erfolgten staatlichen Anerkennung starten jährlich neue Ausbildungsgänge zum Kinder- und Jugendlichenpsychotherapeuten mit dem Abschluss Approbation. Die API-Ausbildung ist ein seit 2002 von der Deutschen Gesellschaft für Psychologie akkreditierter universitärer Ausbildungsgang für Kinder- und Jugendlichenpsychotherapie.
- Evangelisches Institut für Kirchenrecht e. V.

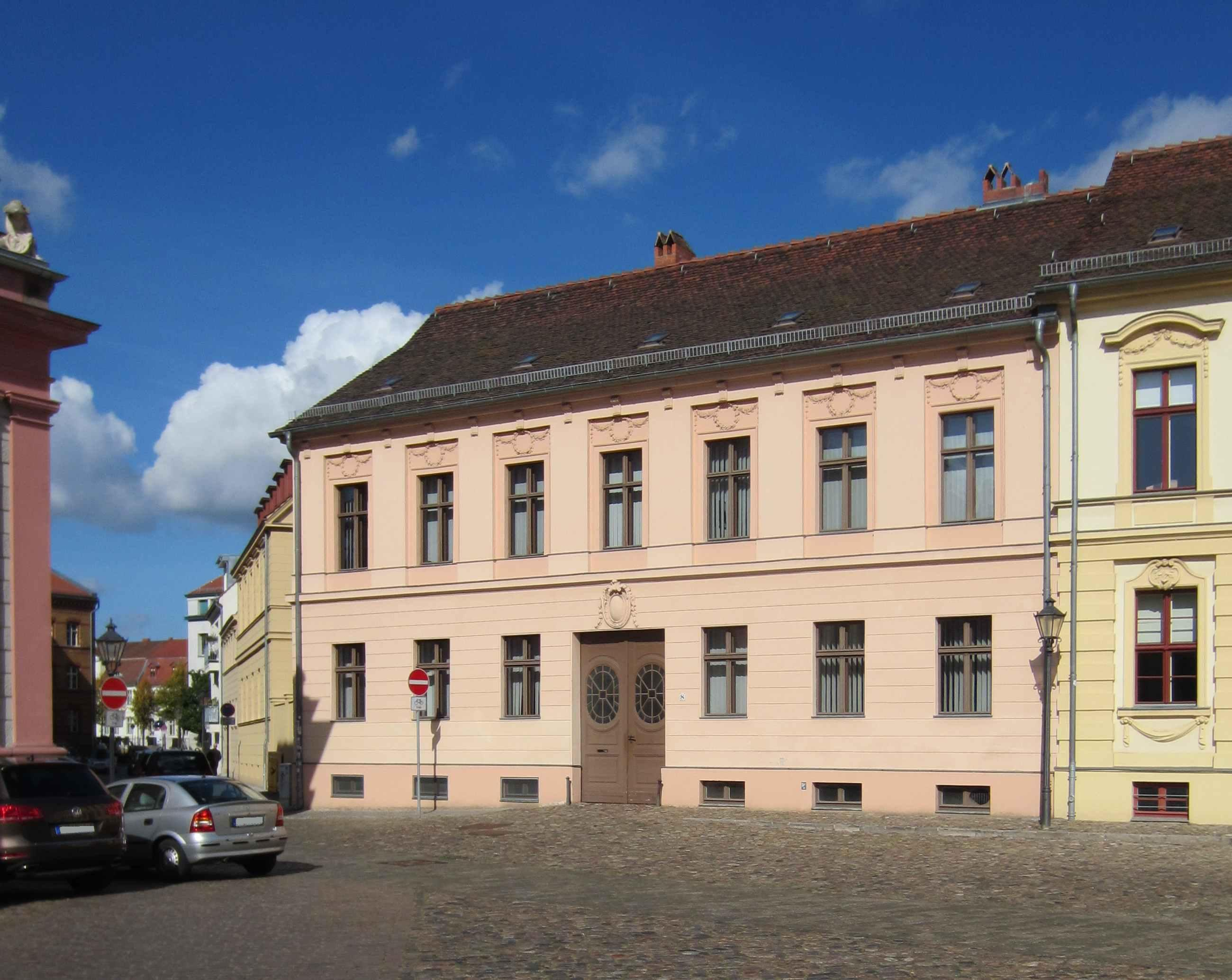
Das Moses Mendelssohn Zentrum für europäisch-jüdische Studien

- Das Institut für angewandte Familien-, Kindheits- und Jugendforschung an der Universität Potsdam (IFK e. V.) ist eine unabhängige Forschungseinrichtung, in der Kompetenzen aus unterschiedlichen wissenschaftlichen Disziplinen zusammengeführt werden. So entwickeln Wissenschaftler des Instituts Konzepte und Maßnahmen zur Förderung der Familien- und Kinderfreundlichkeit sowie zur Qualitätssicherung in den Bereichen Schule, Kindertagesbetreuung, Jugendhilfe und Kriminalprävention. Außerdem beraten erfahrene Praktiker zu Fragen von Partnerschaft, Elternschaft, Trennung und Scheidung. Auf dem Gebiet der Verkehrsforschung werden Projekte im Bereich der verkehrspädagogischen Fachdidaktik, der Pädagogischen Psychologie und der Testpsychologie umgesetzt.
- Johannes-Overath Institut e. V.
- Das Moses Mendelssohn Zentrum für europäisch-jüdische Studien ist als An-Institut der Universität Potsdam maßgeblich am Studiengang „Jüdische Studien/Jewish Studies“ beteiligt. Seine Forschungsinteressen gelten der Geschichte, Religion und Kultur der Juden und des Judentums in den Ländern Europas. Das Moses Mendelssohn Zentrum verfügt über eine umfassende und öffentlich zugängliche Spezialbibliothek, deren Bestand derzeit etwa 50.000 Bände umfasst.
- Das Institut zur Weiterqualifizierung im Bildungsbereich an der Universität Potsdam (W.i.B.) bietet berufsbegleitende, postgraduale Fort- und Weiterbildungen auf universitärem Niveau an, insbesondere für Lehrer und für Hochschulabsolventen, die den Lehrerberuf anstreben.
- Das Zentrum für Lehrerbildung und Bildungsforschung (ZeLB) ist eine gemeinsame dezentrale Organisationseinheit der lehrerbildenden Fakultäten.

### Weitere Forschungseinrichtungen
- Das Potsdam Centrum für Politik und Management (PCPM)[14] ist Teil der Wirtschafts- und Sozialwissenschaftlichen Fakultät und wurde in der jüngsten Reputationsstudie der Deutschen Vereinigung für Politische Wissenschaft als eine der drei wichtigsten deutschen Forschungsstätten im Bereich Policy-Forschung und Verwaltungswissenschaft ausgezeichnet.
- Das William-James-Center (JWC) ist eine multidisziplinäre Einrichtung der Universität Potsdam und hat das Ziel, die Forschung zum Werk von William James (1842–1910) und zur aktuellen Relevanz seines Denkens zu fördern.
- Negotiation Academy Potsdam (NAP)

### Zentrale und unterstützende Einrichtungen

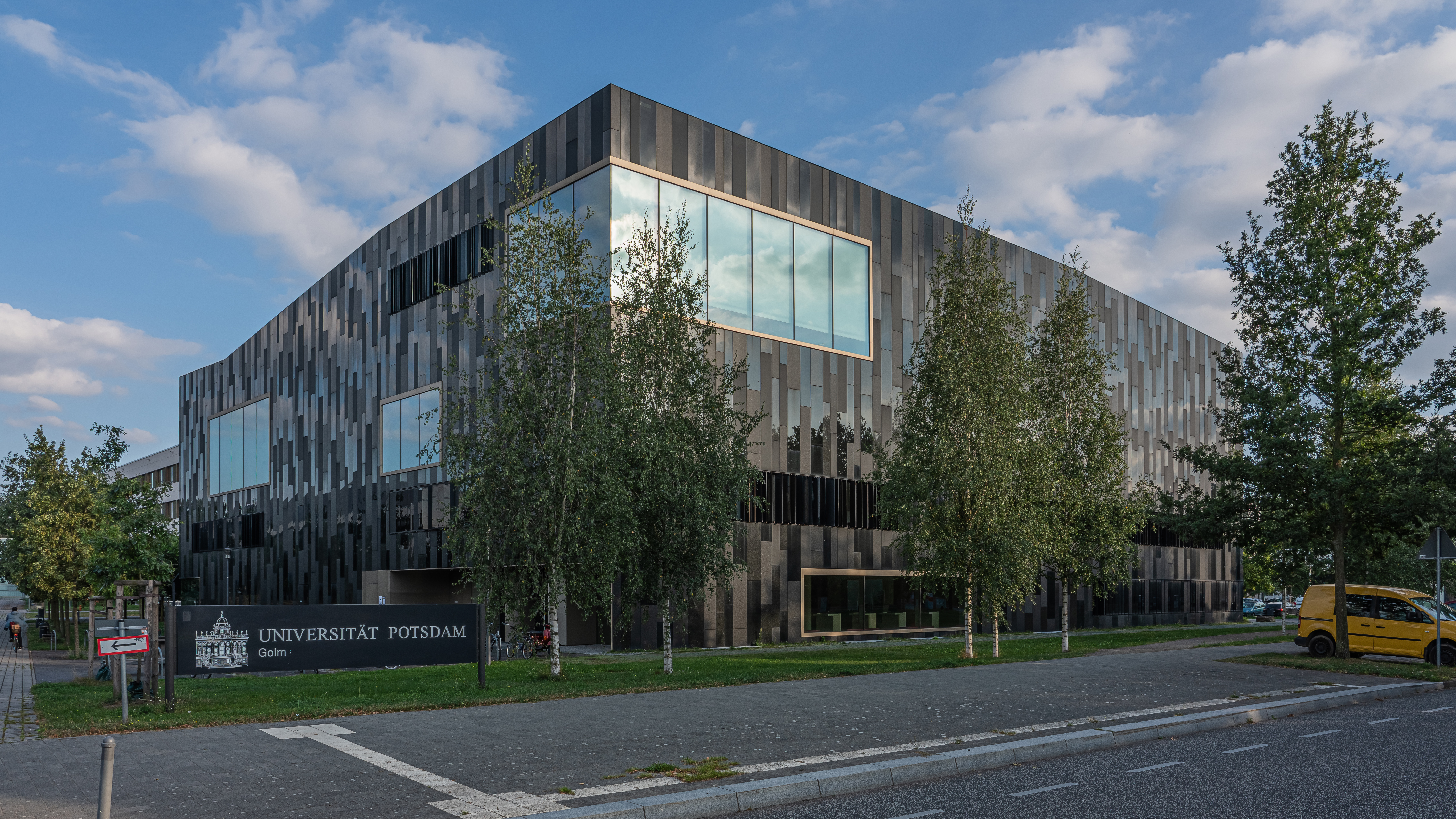
Uni-Bibliothek, Standort Golm

- Das Zentrum für Sprachen und Schlüsselkompetenzen (Zessko) bündelt zahlreiche Angebote für alle Studierenden rund um Fremdsprachen, Studieneingangsphase sowie Schlüsselkompetenzen.
- Die Potsdam Graduate School (PoGS) ist das Kompetenz- und Beratungszentrum für junge und fortgeschrittene Wissenschaftlerinnen und Wissenschaftler.[15]
- Das ZIM (Zentrum für Informationstechnologie und Medienmanagement) versorgt die Universität Potsdam mit IT-Infrastrukturen, technischem Equipment sowie Medien- und IT-Dienstleistungen. Zum Angebot des ZIM gehören Dienste in den Bereichen Datennetze, Kommunikation, Internet und Multimediaproduktion.
- Die Zentrale Abteilung ist für Aufgaben im Bereich des Inneren Dienstes und für Postdienstleistungen zuständig. Darüber hinaus kümmert sie sich um die Betreuung zentraler bereichs- bzw. dezernatsübergreifender Projekte.
- Das Zentrum für Hochschulsport  organisiert zweimal im Semester das Freizeitsportprogramm mit über 15.000 Plätzen für Studierende und Beschäftigte der Universität Potsdam. Zusätzlich unterhält es einen Fitnessclub und bietet zahlreiche Veranstaltungen, Wettkämpfe und Spezialangebote (wie z. B. Pausenexpress) für diese Zielgruppen an.
- Inmitten des Welterbes von Sanssouci befindet sich der Botanische Garten der Universität, in dem Lehre und Forschung für den Natur- und Artenschutz betrieben wird. Das Areal mit Arboretum, Gärten und Gewächshäusern beherbergt rund 10.000 Pflanzenarten aus aller Welt.
- Das Koordinationsbüro für Chancengleichheit, die Geschäftsstelle der Gleichstellungsbeauftragten, setzt sich für die Gleichstellung von Männern und Frauen in allen Arbeitsbereichen der Universität Potsdam ein. Sie koordiniert über das Amt der zentralen Gleichstellungsbeauftragten alle Belange für mehr Chancengleichheit und Diversity.
- Der Career Service unterstützt Studierende und Absolventen mithilfe von Qualifizierungs-, Beratungs- und Praxisformaten auf dem Weg in den Job.
- Das Welcome Center unterstützt Gastforschende bei allen Fragen rund um ihren Aufenthalt in Potsdam.
- Im Unishop gibt es Produkte rund um die Universität Potsdam.
- Die UP Transfer GmbH bietet Weiterbildungen für Fach- und Führungskräfte (Executive Education), Angewandte Forschung und Entwicklung (Applied Research & Development) sowie Unterstützende Dienstleistungen für Wissenschaft und Wirtschaft (UPT Services).
- Die Universitätsgesellschaft Potsdam e. V. unterstützt als Vereinigung der Freunde, Förderer und Ehemaligen wissenschaftliche und kulturelle Projekte sowie die Festveranstaltungen der Universität Potsdam.

### Universitätsbibliothek
Die Universitätsbibliothek Potsdam wurde 1991 gegründet und ist mit ihren drei Bereichsbibliotheken an allen Standorten der Universität Potsdam, am Neuen Palais, in Golm und in Babelsberg angesiedelt. Sie ist die größte wissenschaftliche Bibliothek im Land Brandenburg und zählt zu den mittelgroßen Universitätsbibliotheken.
Die Bestände aus den Vorgängerbibliotheken, der Pädagogischen Hochschule Karl Liebknecht am Neuen Palais und der Akademie für Staats- und Rechtswissenschaft der DDR in Babelsberg, wurden in die neue Universitätsbibliothek integriert. Sie besitzt eine wertvolle Judaica- und Hebraica-Sammlung, die nach ihrer Gründung aufgebaut wurde.

#### Universitätsarchiv
Das Universitätsarchiv hat die Aufgabe, Personal- und Prüfungsakten von Studierenden sowie Personalunterlagen von universitären Beschäftigten aufzubewahren. Außerdem werden im Archiv Sachakten zur Universität Potsdam und ihren Vorgängereinrichtungen verwahrt. Zum Bestand gehören die Akten der Pädagogische Hochschule Potsdam/Brandenburgische Landeshochschule (1948 bis 1990/91), der Arbeiter-und-Bauern-Fakultät Potsdam (1949 bis 1964), des Instituts für Lehrerbildung Rosa Luxemburg Potsdam (1964 bis 1990/91), des Instituts für Lehrerbildung Clara Zetkin Cottbus (1948 bis 1990/91), der Akademie für Staats- und Rechtswissenschaft der DDR (1949 bis 1990) sowie seit 1991 die Bestände der Universität Potsdam. Das älteste Dokument stammt von 1947.
Das Archiv hat je einen Standort in Golm und Griebnitzsee. Der Golmer Standort in der früheren Gaststätte der ehemaligen Juristischen Hochschule war 1991 als Provisorium gedacht. In Griebnitzsee befinden sich neben Dokumenten auch Kunstgegenstände. So existieren beispielsweise Büsten von Walter Wolf, Albert Einstein und Karl Liebknecht. Letztere befand sich bis 1990 vor dem Audimax der Pädagogischen Hochschule. Des Weiteren werden dort Gemälde gelagert, darunter vom ersten Rektor Arthur Baumgarten.

## Standorte

### Zentralkomplexe
Die Universität gliedert sich in folgende drei Universitätskomplexe (I–III):

#### Universitätskomplex I:Am Neuen Palais
- Der zentrale Campus der Universität mit dem Auditorium maximum liegt in unmittelbarer Nachbarschaft zum Park Sanssouci. In den Communs, den repräsentativen Nebengebäuden des Neuen Palais, befinden sich einige Institute der Philosophischen Fakultät und Vorlesungsräume. Die Barockbauten aus dem 18. Jahrhundert beherbergen zudem Präsidium und Teile der Verwaltung der Universität. In den anderen Gebäuden aus unterschiedlichen Epochen sind weitere Institute der Philosophischen Fakultät, Teile des Departments für Sport- und Gesundheitswissenschaften sowie die Hochschulambulanz zu finden.[24]

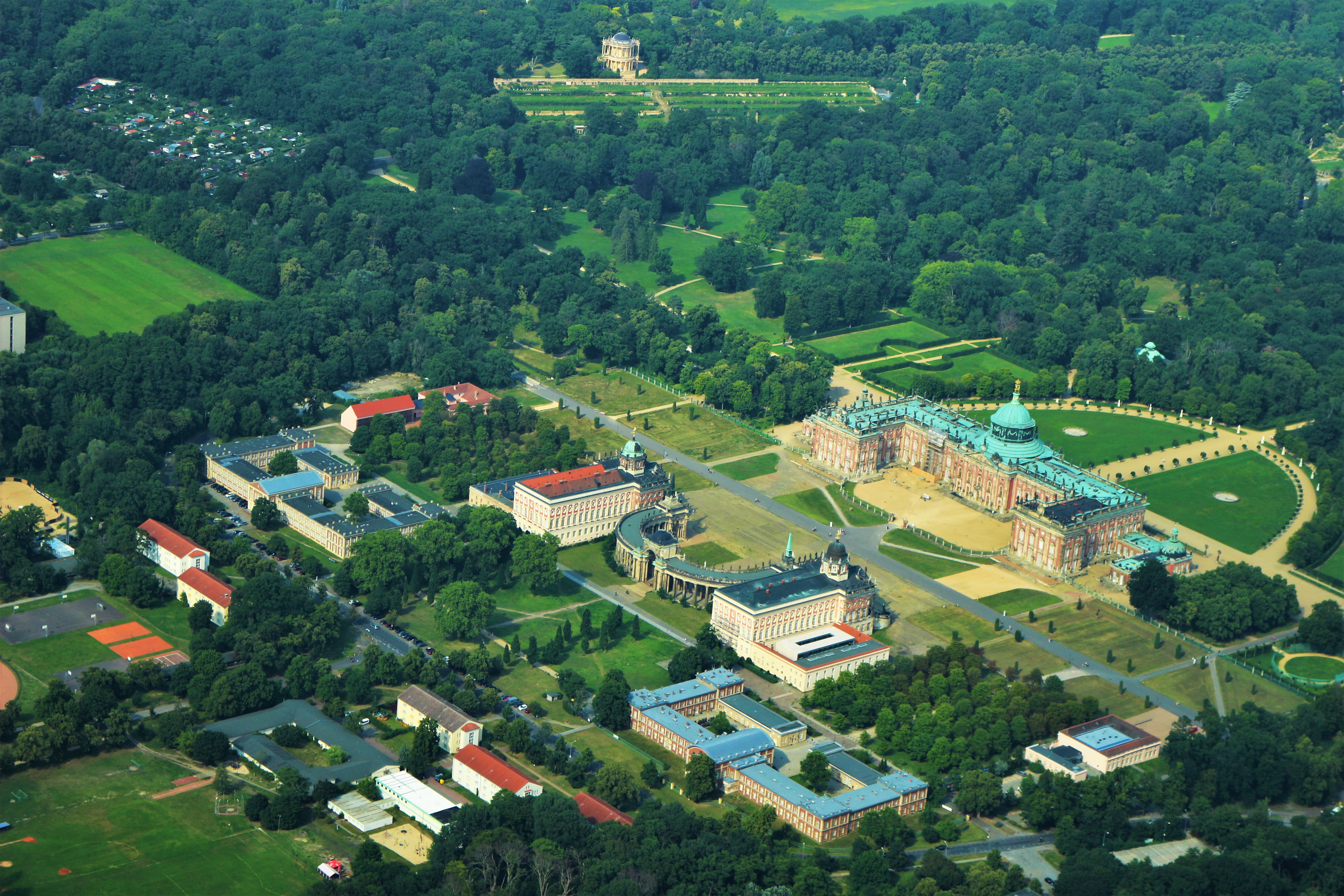
Campus Am Neuen Palais
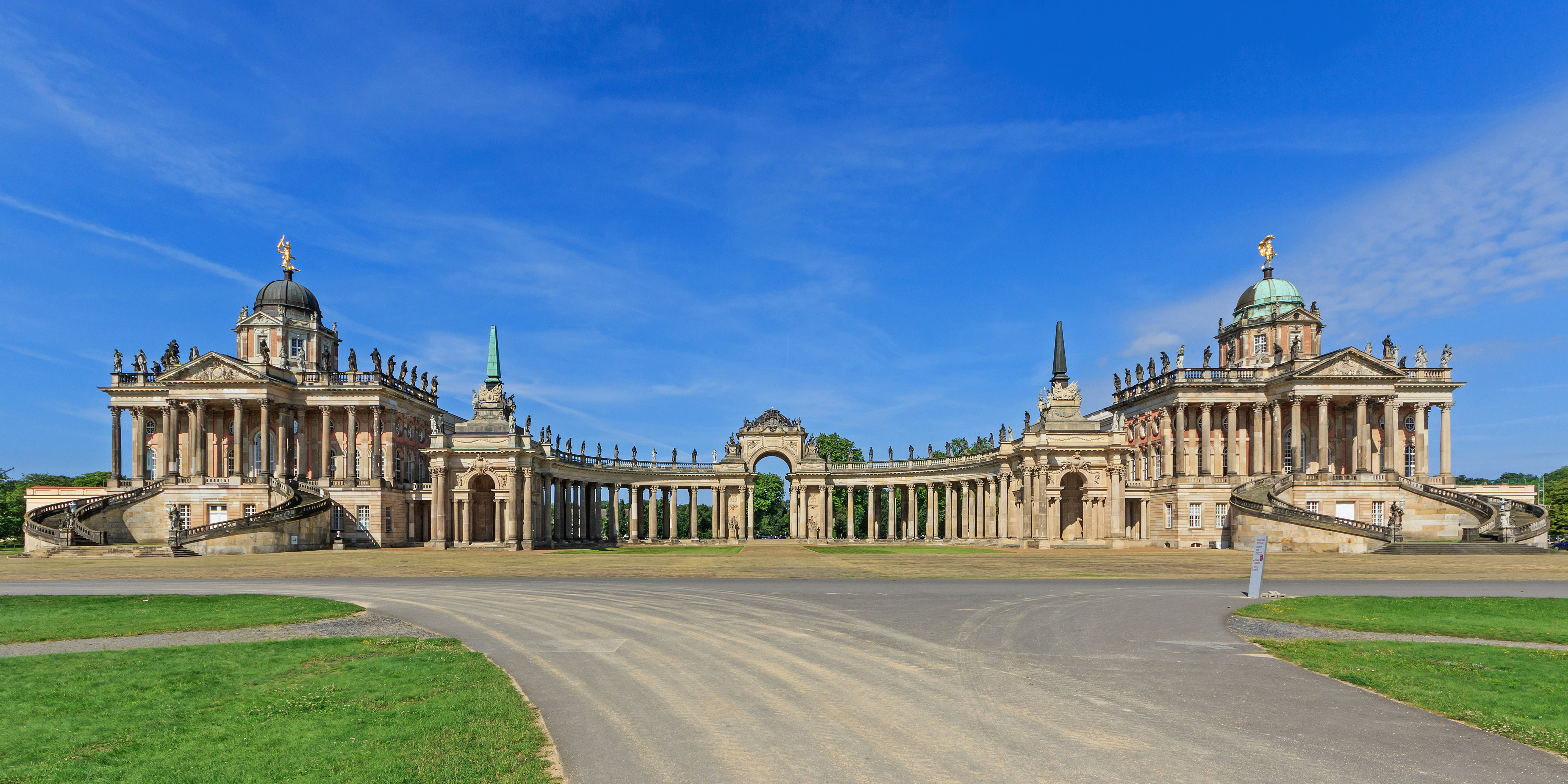
Wahrzeichen der Universität Potsdam: Communs am Campus Am Neuen Palais (Häuser 9 und 11)
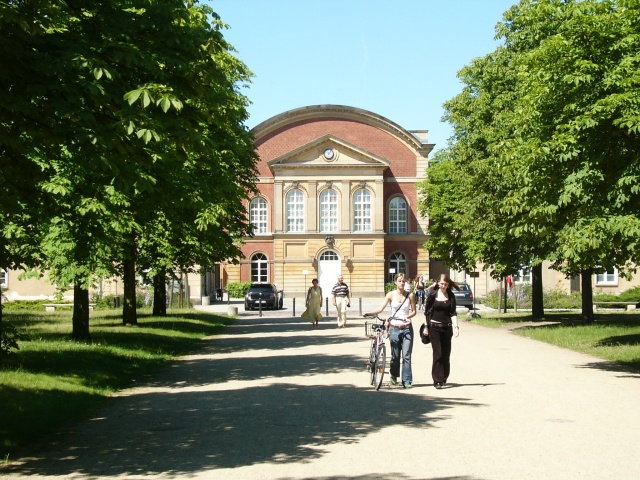
Campus Am Neuen Palais: Haus 8

#### Universitätskomplex II:Golm
- Die Institute der Mathematisch-Naturwissenschaftlichen und die Humanwissenschaftliche Fakultät sind in Potsdam-Golm beheimatet, wo mit dem Bau moderner Forschungsgebäude einer der größten Wissenschaftsparks der Region entstanden ist. Drei Max-Planck- und zwei Fraunhofer-Institute sowie das Gründerzentrum GO:IN haben sich hier angesiedelt.[25]

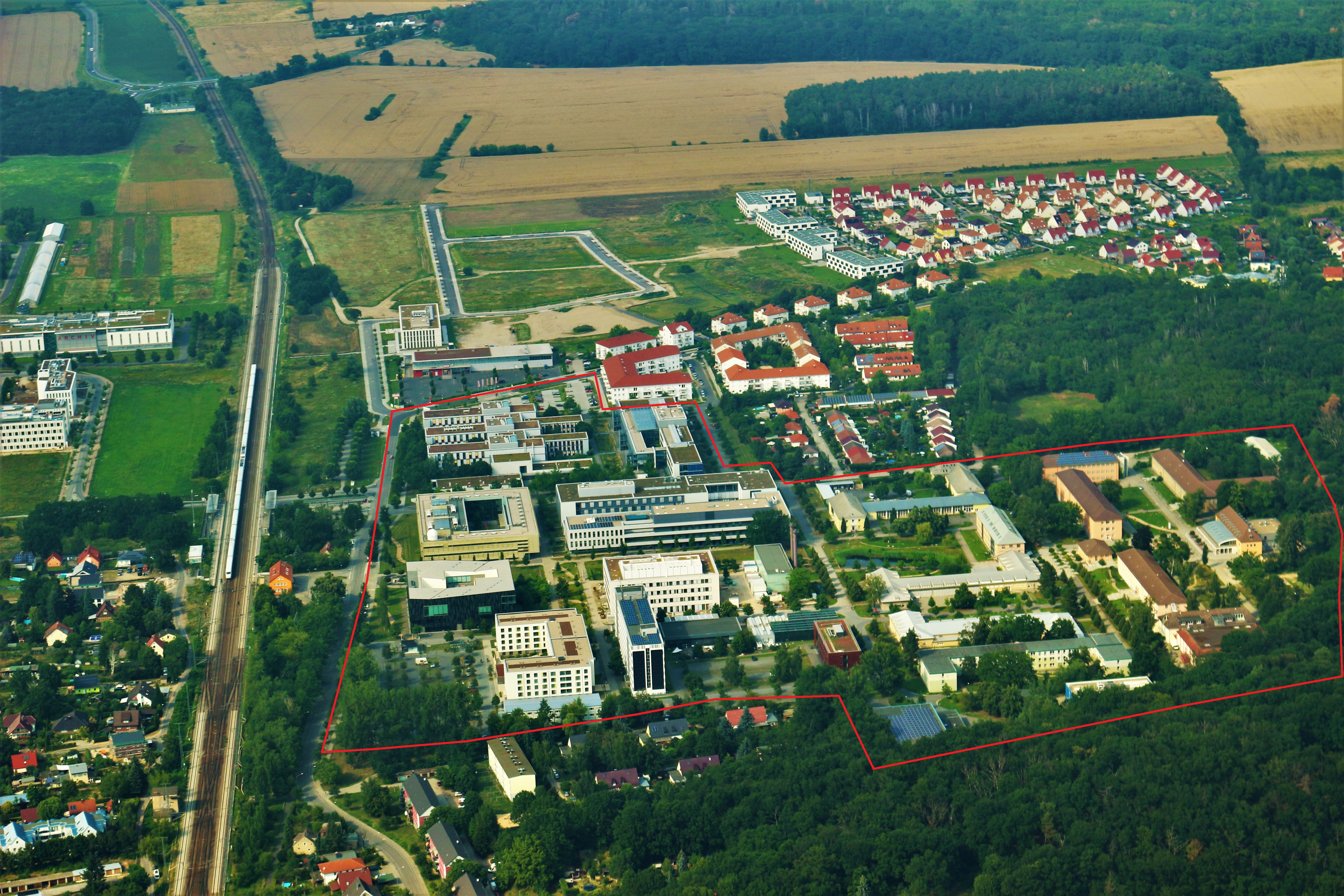
Campus Golm
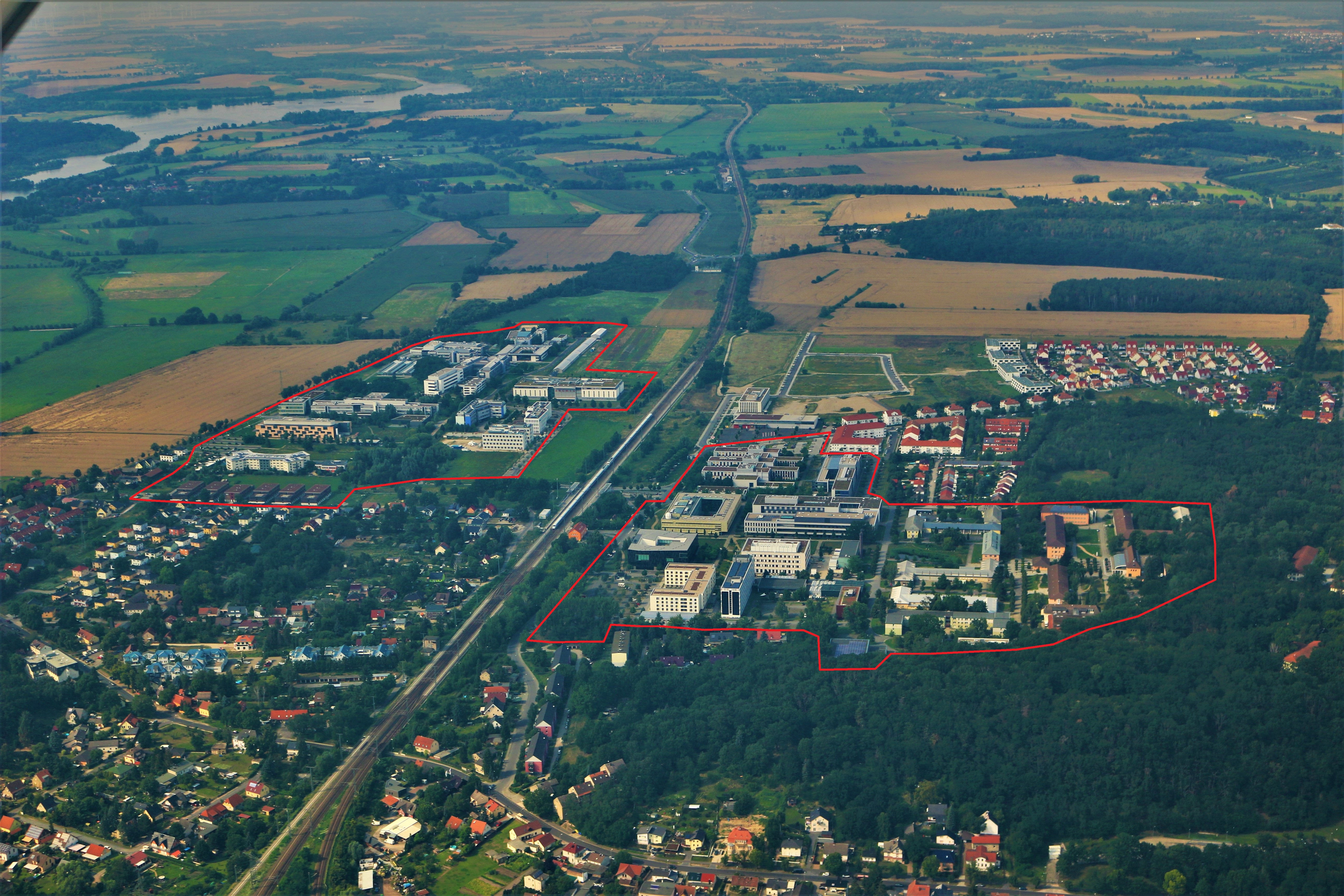
Campus Golm

#### Universitätskomplex III:Griebnitzsee
- Der Campus Griebnitzsee im Stadtteil Babelsberg, an der Stadtgrenze zu Berlin, unweit der traditionsreichen Babelsberger Filmstudios, ist Sitz der Juristischen sowie der Wirtschafts- und Sozialwissenschaftlichen Fakultät. Auch die Digital Engineering Fakultät hat hier ihren Standort, die deutschlandweit erste vollständig privat finanzierte Fakultät an einer staatlichen Hochschule. Die Fakultät wird gemeinsam getragen von der Universität Potsdam und dem Hasso-Plattner-Institut (HPI).[26][27] Ab 2035 soll das Gelände vom Campus Griebnitzsee dem HPI übergeben werden und die dortigen Fakultäten der Universität sollen zum neuen Campus am Brauhausberg wechseln.[28]

#### Weiteres
Seit 2000 wird der Campus Golm durch mehrere Neubauten erweitert, gefördert mit Mitteln des Europäischen Fonds für regionale Entwicklung (EFRE) und des Landes Brandenburg. Auf dem Campus Am Neuen Palais soll der komplette Bereich westlich der Straße Am Neuen Palais bis 2020 ebenfalls durch umfangreiche Neubaumaßnahmen umgestaltet werden. Auch der Campus Griebnitzsee wird durch Neubauten der Digital Engineering-Fakultät erweitert.

### Weitere Universitätsstandorte

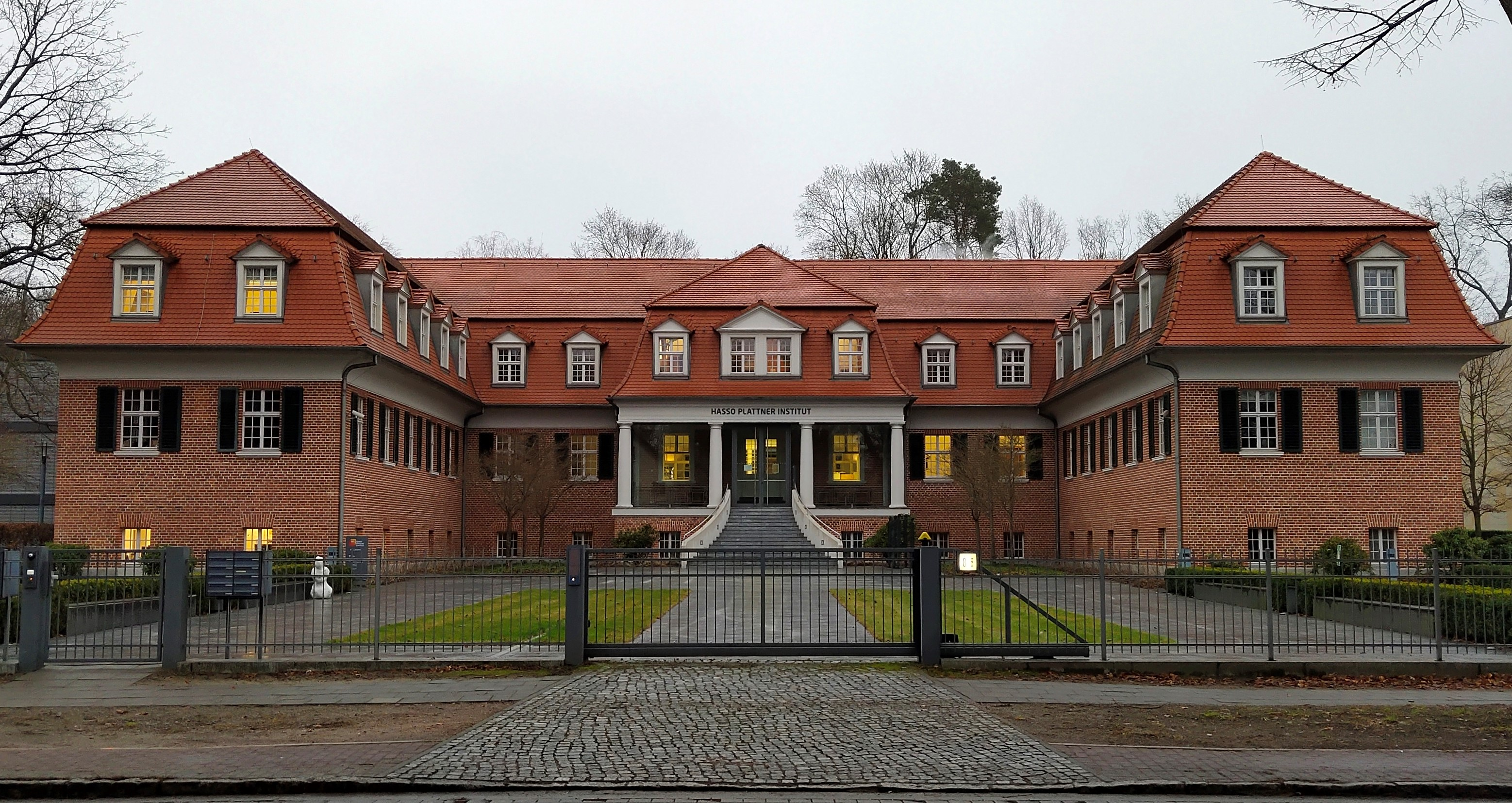
Sog. Reichsbahnvilla

- Maulbeerallee: Botanischer Garten. Lehr- und Forschungseinrichtung des Instituts für Biochemie und Biologie. Ausbildung im Fach Botanik.
- Karl-Marx-Straße in Babelsberg: In einer der repräsentativen Villen sind die Wirtschaftsinformatik-Lehrstühle der Wirtschafts- und Sozialwissenschaftlichen Fakultät in der sog. Digitalvilla am Hedy-Lamarr-Platz untergebracht. Dort befindet sich auch das Zentrum Industrie 4.0 Potsdam.[32]
- Bergholz-Rehbrücke: Im Gebäude des Deutschen Instituts für Ernährungsforschung Potsdam-Rehbrücke (DIfE) hat auch das Institut für Ernährungswissenschaft der Universität Potsdam seinen Sitz.[33]

### Historische Gebäude

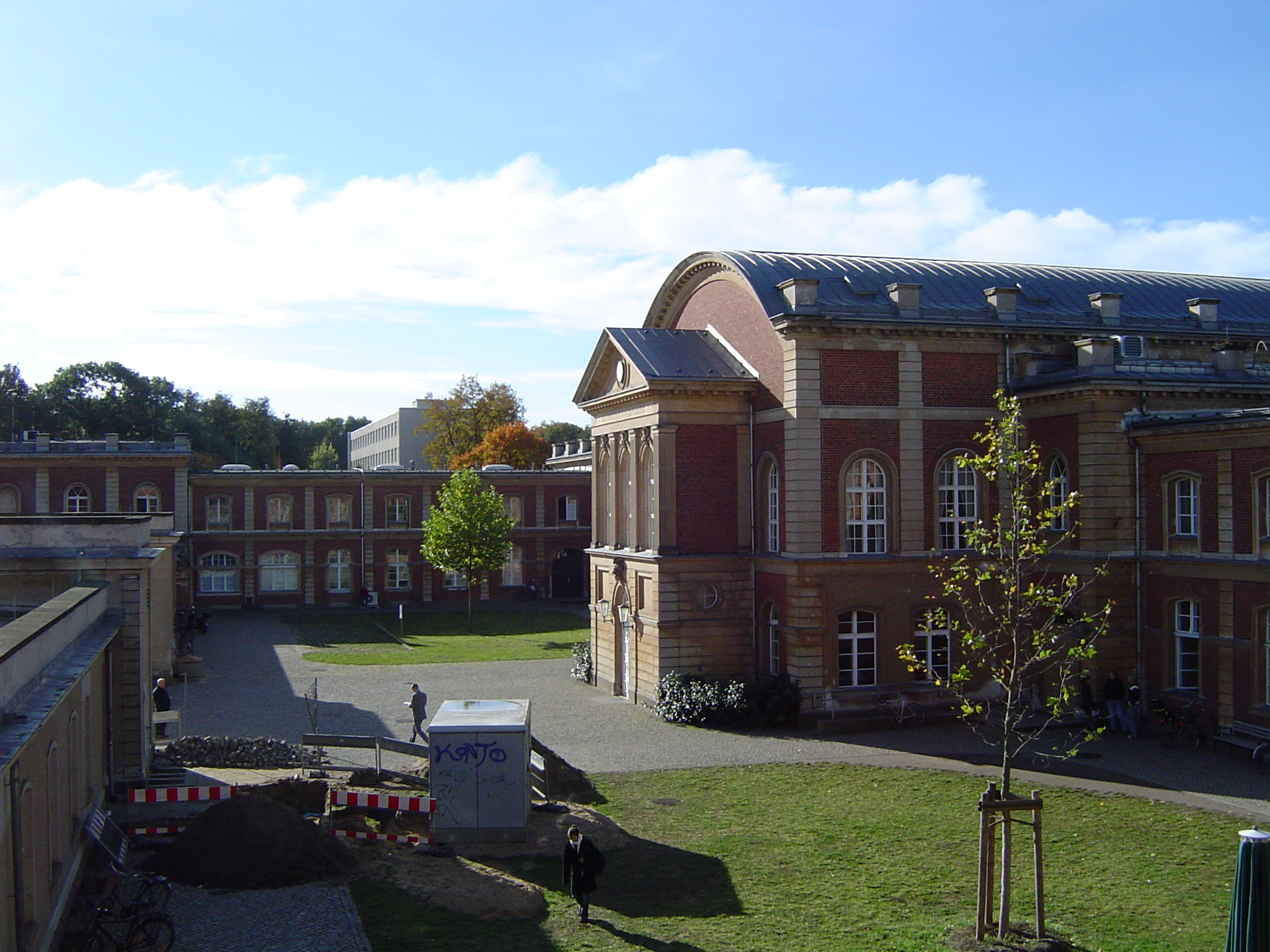
Das Auditorium maximum

Einige Teile der Universität sind in Gebäuden untergebracht, die ins UNESCO-Welterbe aufgenommen wurden. So gehören Gebäude auf dem Campus Am Neuen Palais zum Ensemble des gleichnamigen Schlosses, das im Park Sanssouci liegt. Die beiden Communs entstanden gemeinsam mit dem Neuen Palais während der Regentschaft von Friedrich II zwischen 1766 und 1769. Westlich vom Südcommun befindet sich der Kaiserliche Marstall, den Kaiser Wilhelm II bis 1894 fertigstellen ließ. Er enthielt nicht nur Ställe, sondern auch eine Reithalle, die später zum Auditorium maximum wurde. Das dem Marstall nachempfundene Gebäude gegenüber dem Nordcommun, in dem sich unter anderem die Mensa des Standorts befindet, wurde erst in den Jahren 1954–1958 für die Pädagogische Hochschule errichtet.
Die ältesten Gebäude der Golmer Institute wurden in den 1930er-Jahren für die Luftnachrichtenabteilung der Luftwaffe gebaut, unter anderem vier Kasernen (Haus 1, 3, 5, 7), ein Casino (Haus 4), ein Heizhaus (Haus 2) und drei Fahrzeug- und Gerätehallen (Haus 8, 10, 11). Im Zentrum wurde eine rechteckige Fläche von 240 Metern Länge und 45 Metern Breite angelegt, die als Aufmarschplatz diente.
Die Juristische Fakultät und die Wirtschafts- und Sozialwissenschaftliche Fakultät der Universität sind im ehemaligen Präsidial- und Verwaltungsgebäude des Deutschen Roten Kreuzes (1939/1940) auf dem Campus Griebnitzsee in Babelsberg untergebracht. Nach 1945 und der Potsdamer Konferenz nutzte die Gruppe der sowjetischen Besatzungstruppen in Deutschland den Standort als Oberkommando.
Die neben dem Schloss Babelsberg befindlichen Wohnheime für Studierende, die 1951 entstanden waren, sollen bis mindestens 2040 erhalten bleiben.

### Neuer Campus am Brauhausberg
Auf dem Brauhausberg, dem ehemaligen Gelände des Brandenburger Landtags, wird ein neuer Campus geplant. Dieser soll durch die Hasso-Plattner-Stiftung finanziert werden und soll bis zu 6000 Studierenden Platz bieten. Die Bereiche Jura sowie Wirtschafts- und Sozialwissenschaften vom Campus Griebnitzsee sollen auf den Brauhausberg umziehen. Die Planungen seien auf zehn Jahre angelegt und das Projekt solle demnach 2035 fertiggestellt sein.
Der neue Campus ist Teil eines größeren Plans, der auch die Erweiterung des Hasso-Plattner-Instituts (HPI) am Griebnitzsee umfasst. Das Gelände am Campus Griebnitzsee soll künftig komplett vom HPI genutzt werden.

## Studium
Die Universität ist die größte Hochschule im Bundesland Brandenburg und die viertgrößte in der Metropolregion Berlin-Brandenburg. Ihre Lehre ist mehrfach ausgezeichnet worden mit dem Preis „Exzellenz in der Lehre“ der Kultusministerkonferenz. 170 Studiengänge werden angeboten. Dabei ist sie keine Volluniversität, weil Einrichtungen zur medizinischen oder ingenieurwissenschaftlichen Ausbildung fehlen. Die Universität bietet außerdem englischsprachige Master-Studiengänge und Kurse an. Darüber hinaus werden u. a. Seminare, Workshops und Executive Master-Studiengänge sowohl für Berufseinsteiger als auch für Führungskräfte angeboten.
In Brandenburg werden keine Studiengebühren erhoben. Der Semesterbeitrag, der u. a. ein sechsmonatiges Deutschlandsemesterticket enthält, beläuft sich für das Sommersemester 2025 auf 322,40 Euro.

### Studiengänge

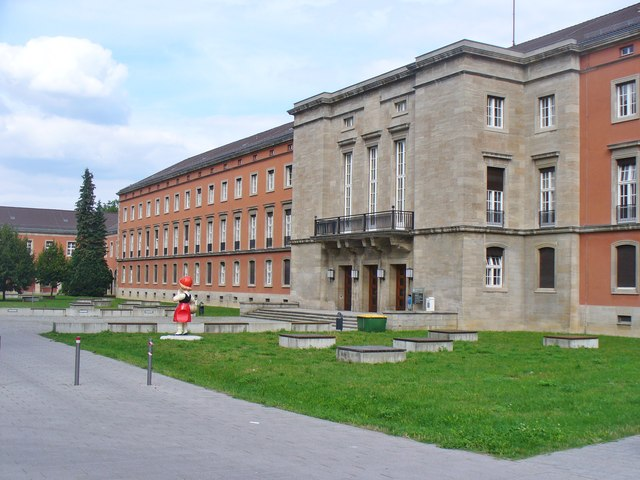
Der Babelsberg-Campus

Die Universität Potsdam verleiht folgende akademische Grade für ihre grundständigen und weiterführenden Studiengänge:
- Bachelor of Arts (B.A.)
- Bachelor of Education (B.Ed.)
- Bachelor of Science (B.Sc.)
- Erste juristische Prüfung oder Bachelor of Laws (LL.B.)
- Master of Arts (M.A.)
- Master of Education (M.Ed.)
- Master of Science (M.Sc.)
- Master of Business Administration (MBA)
- Master of European Governance and Administration (MEGA)
- Master of Laws (LL.M.)
- Magister Legum (LL.M.)

| Liste der Ein-Fach-Bachelorstudiengänge                                            |
| A                                                                                  |
| ---------------------------------------------------------------------------------- |
| Angewandte Kultur- und Translationsstudien (deutsch-polnisch) \| Ein-Fach-Bachelor |
| B                                                                                  |
| Betriebswirtschaftslehre \| Ein-Fach-Bachelor                                      |
| Biowissenschaften \| Ein-Fach-Bachelor                                             |
| C                                                                                  |
| Chemie \| Ein-Fach-Bachelor                                                        |
| Computerlinguistik \| Ein-Fach-Bachelor                                            |
| E                                                                                  |
| Ernährungswissenschaft \| Ein-Fach-Bachelor                                        |
| Europäische Medienwissenschaft \| Ein-Fach-Bachelor                                |
| G                                                                                  |
| Geoökologie \| Ein-Fach-Bachelor                                                   |
| Geowissenschaften \| Ein-Fach-Bachelor                                             |
| Geschichte, Politik und Gesellschaft \| Ein-Fach-Bachelor                          |
| I                                                                                  |
| Informatik/Computational Science \| Ein-Fach-Bachelor                              |
| Interdisziplinäre Russlandstudien \| Ein-Fach-Bachelor                             |
| IT-Systems Engineering \| Ein-Fach-Bachelor                                        |
| J                                                                                  |
| Jüdische Theologie \| Ein-Fach-Bachelor                                            |
| K                                                                                  |
| Kognitionswissenschaft \| Ein-Fach-Bachelor                                        |
| L                                                                                  |
| Linguistik \| Ein-Fach-Bachelor                                                    |
| M                                                                                  |
| Mathematik \| Ein-Fach-Bachelor                                                    |
| P                                                                                  |
| Patholinguistik \| Ein-Fach-Bachelor                                               |
| Philologische Studien \| Ein-Fach-Bachelor (Studiengang mit Orientierungsphase)    |
| Philosophie \| Ein-Fach-Bachelor                                                   |
| Physik \| Ein-Fach-Bachelor                                                        |
| Politik und Wirtschaft \| Ein-Fach-Bachelor                                        |
| Politik, Verwaltung und Organisation \| Ein-Fach-Bachelor                          |
| Psychologie \| Ein-Fach-Bachelor                                                   |
| R                                                                                  |
| Rechtswissenschaft \| Ein-Fach-Bachelor & Erste juristische Prüfung                |
| S                                                                                  |
| Soziologie \| Ein-Fach-Bachelor                                                    |
| Sportmanagement \| Ein-Fach-Bachelor                                               |
| Sporttherapie und Prävention \| Ein-Fach-Bachelor                                  |
| Sprachen und Kulturen der Antike und des Mittelalters \| Ein-Fach-Bachelor         |
| V                                                                                  |
| Volkswirtschaftslehre \| Ein-Fach-Bachelor                                         |
| W                                                                                  |
| Wirtschaftsinformatik \| Ein-Fach-Bachelor                                         |

| Liste der Fächer im Zwei-Fach-Bachelorstudium      |
| A                                                  |
| -------------------------------------------------- |
| Anglistik/Amerikanistik (Erstfach oder Zweitfach)  |
| B                                                  |
| Betriebswirtschaftslehre (Erstfach oder Zweitfach) |
| E                                                  |
| Erziehungswissenschaft (Erstfach oder Zweitfach)   |
| F                                                  |
| Französische Philologie (Erstfach oder Zweitfach)  |
| G                                                  |
| Germanistik (Erstfach oder Zweitfach)              |
| Geschichte (Erstfach oder Zweitfach)               |
| Gräzistik (Zweitfach)                              |
| I                                                  |
| Italienische Philologie (Erstfach oder Zweitfach)  |
| J                                                  |
| Jüdische Studien (Erstfach oder Zweitfach)         |
| K                                                  |
| Kulturwissenschaft (Erstfach)                      |
| L                                                  |
| Linguistik (Zweitfach)                             |
| P                                                  |
| Philosophie (Erstfach oder Zweitfach)              |
| Polonistik (Erstfach oder Zweitfach)               |
| R                                                  |
| Religionswissenschaft (Erstfach oder Zweitfach)    |
| Russistik (Erstfach oder Zweitfach)                |
| S                                                  |
| Soziologie (Zweitfach)                             |
| Spanische Philologie (Erstfach oder Zweitfach)     |

| Liste der Fächer im Lehramtsstudium |
| Lehramt für die Primarstufe |
| --- |
| Deutsch \| Lehramt Primarstufe |
| Englisch \| Lehramt Primarstufe |
| Inklusionspädagogik (Deutsch & Mathematik) \| Schwerpunktsetzung im Lehramt Primarstufe                                                           |
| Kunst \| Lehramt Primarstufe |
| Mathematik \| Lehramt Primarstufe |
| Musik \| Lehramt Primarstufe |
| Sachunterricht \| Lehramt Primarstufe |
| Sport \| Lehramt Primarstufe |
| Lehramt für Förderpädagogik |
| Deutsch \| Lehramt Förderpädagogik |
| Englisch \| Lehramt Förderpädagogik |
| Mathematik \| Lehramt Förderpädagogik |
| Sport \| Lehramt Förderpädagogik |
| Wirtschaft-Arbeit-Technik \| Lehramt Förderpädagogik                                                                                              |
| Lehramt für die Sekundarstufe I und II (allgemeinbildende Fächer)                                                                                 |
| Biologie \| Lehramt Sekundarstufen I und II |
| Chemie \| Lehramt Sekundarstufen I und II |
| Deutsch \| Lehramt Sekundarstufen I und II |
| Englisch \| Lehramt Sekundarstufen I und II |
| Französisch \| Lehramt Sekundarstufen I und II |
| Geographie \| Lehramt Sekundarstufen I und II |
| Geschichte \| Lehramt Sekundarstufen I und II |
| Informatik \| Lehramt Sekundarstufen I und II |
| Kunst \| Lehramt Sekundarstufen I und II |
| Latein \| Lehramt Sekundarstufen I und II (ausschließlich Schwerpunktbildung auf Sekundarstufe II im Masterstudium)                               |
| Lebensgestaltung-Ethik-Religionskunde \| Lehramt Sekundarstufen I und II (ausschließlich Schwerpunktbildung auf Sekundarstufe I im Masterstudium) |
| Mathematik \| Lehramt Sekundarstufen I und II |
| Mathematik und Physik im Verbund \| Lehramt Sekundarstufen I und II                                                                               |
| Musik \| Lehramt Sekundarstufen I und II |
| Physik \| Lehramt Sekundarstufen I und II |
| Politische Bildung \| Lehramt Sekundarstufen I und II                                                                                             |
| Polnisch \| Lehramt Sekundarstufen I und II |
| Russisch \| Lehramt Sekundarstufen I und II |
| Spanisch \| Lehramt Sekundarstufen I und II |
| Sport \| Lehramt Sekundarstufen I und II |
| Wirtschaft-Arbeit-Technik \| Lehramt Sekundarstufen I und II (ausschließlich Schwerpunktbildung auf Sekundarstufe I im Masterstudium)             |
| Lehramt für die Sekundarstufe II (berufliche Fächer) (ausschließlich als Masterstudium)                                                           |
| Informatik (allgemeinbildendes Fach) |
| Mathematik (allgemeinbildendes Fach) |
| Technikdidaktik (Berufspädagogik) (berufliches Fach)                                                                                              |
| Wirtschaft und Verwaltung (berufliches Fach) |

| Liste der Masterstudiengänge                                                                                   |
| A |
| --- |
| Angewandte Kulturwissenschaft und Kultursemiotik \| Master                                                     |
| Anglophone Modernities in Literature and Culture \| Master                                                     |
| Astrophysics \| Master                                                                                         |
| B |
| Betriebswirtschaftslehre \| Master                                                                             |
| Biochemistry and Molecular Biology \| Master                                                                   |
| Bioinformatics \| Master                                                                                       |
| Business Administration (MBA) \| Master                                                                        |
| C |
| Chemistry of Functional Molecules and Materials \| Master                                                      |
| Climate, Earth, Water, Sustainability \| Master                                                                |
| Clinical Exercise Science \| Master/Ph.D.                                                                      |
| Cognitive Science                                                                                              |
| Cognitive Systems: Language, Learning, and Reasoning \| Master                                                 |
| Computational Science \| Master                                                                                |
| Computer Science \| Master                                                                                     |
| D |
| Data Science \| Master                                                                                         |
| Demografieorientiertes Sport- und Gesundheitsmanagement \| Master                                              |
| Deutsch-Französischer Masterstudiengang Rechtswissenschaften \| Master                                         |
| Digital Health \| Master                                                                                       |
| Digitale Bildung \| Master                                                                                     |
| E |
| Ecology, Evolution and Conservation \| Master                                                                  |
| Economic Policy and Quantitative Methods \| Master                                                             |
| Ernährungswissenschaft \| Master/Ph.D.                                                                         |
| Europäische Medienwissenschaft \| Master                                                                       |
| European Film Business and Law \| Master (LL.M.)                                                               |
| European Film Business and Law \| Master (MBA)                                                                 |
| European Governance and Administration \| Master                                                               |
| F |
| Frühkindliche Bildungsforschung \| Master                                                                      |
| G |
| General Management \| Master                                                                                   |
| Geoökologie \| Master                                                                                          |
| Geosciences \| Master                                                                                          |
| Germanistik \| Master                                                                                          |
| Geschichtswissenschaften \| Master                                                                             |
| I |
| Integrative Sport-, Bewegungs- und Gesundheitswissenschaft \| Master                                           |
| Intercultural Communication and Management \| Master                                                           |
| Internationale angewandte Kulturwissenschaft und Kultursemiotik \| Master                                      |
| Internationale Beziehungen \| Master                                                                           |
| International Experimental and Clinical Linguistics \| Master/Ph.D.                                            |
| International War Studies \| Master                                                                            |
| J |
| Jüdische Studien \| Master                                                                                     |
| Jüdische Theologie \| Master                                                                                   |
| L |
| Linguistics: Empirical and Theoretical Foundations \| Master                                                   |
| Linguistik im Kontext: Erwerb – Kommunikation – Mehrsprachigkeit \| Master                                     |
| M |
| Mathematics \| Master                                                                                          |
| Medienrecht und -management - Digital Media Law and Management \| Master (LL.M.)                               |
| Medienrecht und -management - Digital Media Law and Management \| Master (MBA)                                 |
| N |
| National and International Administration and Policy \| Master/Ph.D.                                           |
| O |
| Osteuropäische Kulturstudien \| Master                                                                         |
| P |
| Philosophie \| Master                                                                                          |
| Physik \| Master                                                                                               |
| Politikwissenschaft \| Master                                                                                  |
| Polymer Science \| Master                                                                                      |
| Psychologie mit den Schwerpunkten Arbeits- und Organisationspsychologie oder Kognition und Verhalten \| Master |
| Psychologie mit dem Schwerpunkt Klinische Psychologie und Psychotherapie \| Master                             |
| Psychologische Bildungsforschung \| Master                                                                     |
| Public Health, Exercise, and Nutrition \| Master                                                               |
| R |
| Rechtswissenschaft \| Magister Legum                                                                           |
| Remote Sensing, geoInformation and Visualization \| Master                                                     |
| Romanische Philologie \| Master                                                                                |
| S |
| Schul- und Bildungsmanagement \| Master                                                                        |
| Soziologie \| Master                                                                                           |
| Steuerrecht \| Master                                                                                          |
| T |
| Toxicology \| Master                                                                                           |
| U |
| Unternehmens- und Steuerrecht \| Master                                                                        |
| V |
| Vergleichende Literatur- und Kunstwissenschaft \| Master                                                       |
| Verwaltungswissenschaft \| Master                                                                              |
| W |
| War and Conflict Studies \| Master                                                                             |
| Wirtschaftsinformatik und Digitale Transformation \| Master                                                    |
| Z |
| Zeitgeschichte \| Master                                                                                       |

| Liste der englischsprachigen Studiengänge                            |
| A                                                                    |
| -------------------------------------------------------------------- |
| Anglophone Modernities in Literature and Culture \| Master           |
| Astrophysics \| Master                                               |
| B                                                                    |
| Biochemistry and Molecular Biology \| Master                         |
| Bioinformatics \| Master                                             |
| C                                                                    |
| Chemistry of Functional Molecules and Materials \| Master            |
| Climate, Earth, Water, Sustainability \| Master                      |
| Clinical Exercise Science \| Master/Ph.D.                            |
| Cognitive Science                                                    |
| Cognitive Systems: Language, Learning, and Reasoning \| Master       |
| Computational Science \| Master                                      |
| Computer Science \| Master                                           |
| Cybersecurity \| Master                                              |
| D                                                                    |
| Data Science \| Master                                               |
| Digital Health \| Master                                             |
| E                                                                    |
| Ecology, Evolution, and Conservation \| Master                       |
| Economic Policy and Quantitative Methods \| Master                   |
| European Film Business and Law \| Master (LL.M.)                     |
| European Film Business and Law \| Master (MBA)                       |
| G                                                                    |
| General Management \| Master                                         |
| Geosciences \| Master                                                |
| I                                                                    |
| Intercultural Communication and Management \| Master                 |
| International Experimental and Clinical Linguistics \| Master/Ph.D.  |
| International War Studies \| Master                                  |
| J                                                                    |
| Jewish Theology \| Master                                            |
| L                                                                    |
| Linguistics: Empirical and Theoretical Foundations \| Master         |
| M                                                                    |
| Mathematics \| Master                                                |
| N                                                                    |
| National and International Administration and Policy \| Master/Ph.D. |
| P                                                                    |
| Polymer Science \| Master                                            |
| Public Health, Exercise, and Nutrition \| Master                     |
| R                                                                    |
| Remote Sensing, geoInformation and Visualization \| Master           |
| T                                                                    |
| Toxicology \| Master                                                 |

| Liste der weiterbildenden Masterstudiengänge                                                    |
| B                                                                                               |
| ----------------------------------------------------------------------------------------------- |
| Business Administration (MBA) \| Master (weiterbildend)                                         |
| D                                                                                               |
| Demografieorientiertes Sport- und Gesundheitsmanagement \| Master (weiterbildend)               |
| E                                                                                               |
| European Film Business and Law \| Master (LL.M.) (weiterbildend)                                |
| European Film Business and Law \| Master (MBA) (weiterbildend)                                  |
| European Governance and Administration (MEGA) \| Master (weiterbildend)                         |
| G                                                                                               |
| General Management \| Master (weiterbildend)                                                    |
| I                                                                                               |
| Intercultural Communication and Management \| Master (weiterbildend)                            |
| M                                                                                               |
| Medienrecht und -management - Digital Media Law and Management \| Master (LL.M., weiterbildend) |
| Medienrecht und -management - Digital Media Law and Management \| Master (MBA, weiterbildend)   |
| R                                                                                               |
| Rechtswissenschaft \| Magister Legum                                                            |
| S                                                                                               |
| Schul- und Bildungsmanagement \| Master (weiterbildend)                                         |
| Steuerrecht \| Master (weiterbildend)                                                           |
| U                                                                                               |
| Unternehmens- und Steuerrecht \| Master (weiterbildend)                                         |

Zur Ansicht der Tabellen rechts auf [Ausklappen] drücken.

### Lehramt
Mit mehr als 4.600 Lehramtsstudierenden ist die Universität Potsdam die größte lehrerbildende Hochschule im Land Brandenburg. Angehende Lehrkräfte werden hier durch die Vermittlung von fundiertem Fachwissen, bildungswissenschaftlichen Kompetenzen, didaktischer Expertise und durch einen hohen Praxisanteil auf die Arbeit an Schulen und deren Zukunftsthemen vorbereitet.
Aktuell unterbreitet die Universität Potsdam ein Lehrangebot für folgende Lehrämter:
- Lehramt für die Primarstufe
- Lehramt für die Primarstufe mit Schwerpunkt Inklusionspädagogik
- Lehramt für die Sekundarstufen I und II (allgemeinbildende Fächer)
- Lehramt für die Sekundarstufe II (berufliche Fächer) (ausschließlich als Masterstudium)
- Lehramt für Förderpädagogik

Im Lehramtsstudium an der Universität Potsdam werden zwei Fächer miteinander kombiniert, die beide gleich gewichtet sind. Eine Ausnahme bildet das Lehramt für Förderpädagogik - hier wird ein Fach in Kombination mit zwei Förderschwerpunkten studiert.
Die Lehramtsausbildung der Universität Potsdam zeichnet sich durch einen hohen Praxisanteil mit fünf studienbegleitenden Praktika aus. Dazu gehören im Bachelorstudium ein Orientierungspraktikum (Unterrichtshospitation), für Lehramtsstudierende der Primarstufe ein integriertes Eingangspraktikum (Unterrichtshospitation), ein Praktikum in pädagogisch-psychologischen Handlungsfeldern (z. B. in einer Kindertagesstätte) und je ein fachdidaktisches Praktikum in den gewählten Unterrichtsfächern (beinhaltet Hospitation und eigenes Unterrichten). Im Masterstudium wird ein ganzes Praxissemester an einer Schule absolviert (beinhaltet Hospitation und selbstständiges Unterrichten), welches durch das Psychodiagnostisches Praktikum (anwenden bzw. üben psychodiagnostischer Methoden) begleitet wird. Das Praxissemester kann sowohl im In- oder Ausland absolviert werden.
Eine Ausnahme bildet das Masterstudium für das Lehramt für die Sekundarstufe II (berufliche Fächer). Für dieses Lehramt entfällt das Schulpraktikum, dafür ist der Vorbereitungsdienst auf 18 Monate verlängert. Ein Orientierungspraktikum, ein Praktikum in pädagogisch/diagnostischen Handlungsfeldern der Beruflichen Bildung sowie fachdidaktische Tagespraktika in beiden Fächern müssen dennoch absolviert werden.

### Studierendenzahlen

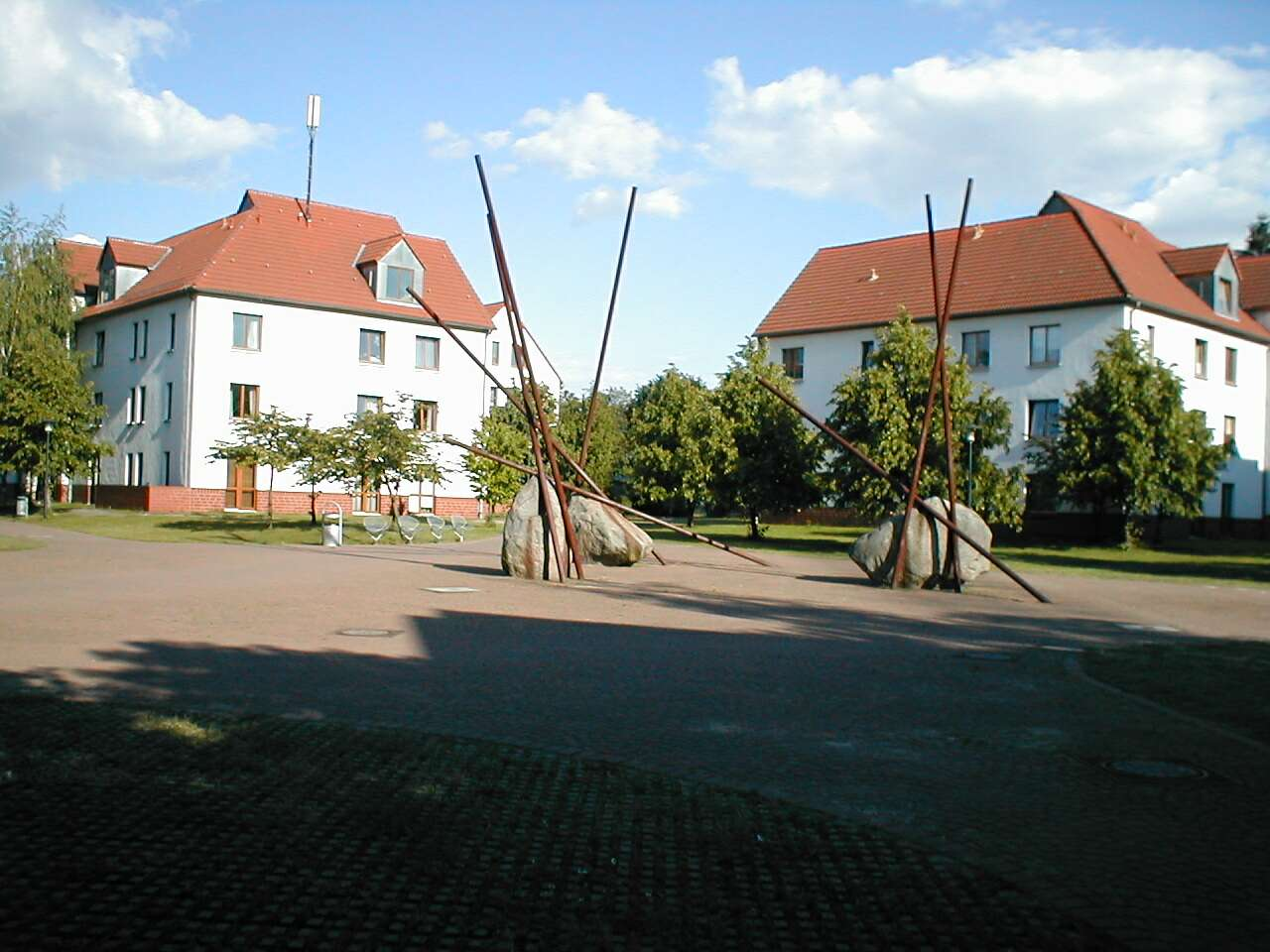
Studentenhäuser auf dem Campus Griebnitzsee

Die Universität Potsdam zählt zum Wintersemester 2024/2025, 19.691 Studierende. Internationale Studierende machen 15 % der Studierendenschaft aus. Im Wintersemester 2024/2025 begannen 4.532 Studierende ihr Studium an der Potsdamer Alma Mater.
An der Universität Potsdam waren im Wintersemester 2023/2024 etwas mehr als 20.406 Studenten, die sich auf sechs Fakultäten aufteilten:
- Juristische Fakultät: 2.668
- Philosophische Fakultät: 4.815
- Humanwissenschaftliche Fakultät: 3.925
- Wirtschafts- und Sozialwissenschaftliche Fakultät: 3.242
- Mathematisch-Naturwissenschaftliche Fakultät: 4.737
- Digital Engineering Fakultät: 1.015
- Fakultät für Gesundheitswissenschaft: 0 (befindet sich noch im Aufbau)

### Studentisches Leben
Die Studierenden werden über das Studierendenparlament, den Allgemeinen Studierendenausschuss und die Fachschaften direkt vertreten.
An der Universität sind mehr als 60 Hochschulgruppen eingetragen. Dort können Studierende politische oder kulturelle Interessen verfolgen, soziale Projekte organisieren, wie etwa ein studentisch geführtes Seelsorgetelefon, und Kontakte über ihren Studiengang hinaus knüpfen. Das Zentrum für Hochschulsport bietet bis zu 200 verschiedene Kurse an. Auch ungewöhnliche Sportarten, wie etwa historischer Schwertkampf, können dort für geringe Gebühr belegt werden. Das Studentenwerk Potsdam betreibt an jedem Campus eine eigene Mensa, deren Hauptgerichte bei 1,50 Euro starten. Außerdem stellt das Studentenwerk 2855 studentische Wohnräume im Stadtgebiet bereit. Auf dem Campus Am Neuen Palais wird mit dem „Nil“ seit 1999 ein studentischer Club geführt. In der Potsdamer Innenstadt betreiben die Studierenden das Studentische Kulturzentrum „KuZe“ sowie die Kneipe „Pub à la Pub“.

## Forschung

### Kooperationsbeziehungen und Forschungsverbünde
In Kooperation mit den Berliner Universitäten können im Rahmen des Curriculums des jeweiligen Studienganges auch Kurse an den kooperierenden Universitäten belegt werden, so zum Beispiel an der Humboldt-Universität zu Berlin, der Technischen Universität Berlin und Freien Universität Berlin.
Folgende große Forschungsverbünde der Region Berlin-Brandenburg koordiniert die Universität Potsdam bzw. ist an ihnen beteiligt:
- Berlin Center for Genomics in Biodiversity Research (BeGenDiv)
- BBIB-Verbund: Berlin-Brandenburgisches Institut für Biodiversitätsforschung | Sprecherinstitution: Freie Universität Berlin
- Exzellenzcluster Unifying Systems in Catalysis (UniSysCat) | Sprecherinstitution: Technische Universität Berlin
- Exzellenzcluster  „Science of Intelligence“ (SCIoI) | Sprecherinstitution: Technische Universität Berlin
- Geowissenschaftliches Kompetenznetzwerk in Berlin und Potsdam (Geo.X)
- Kompetenzcluster „Ernährungsforschung“ (NutriAct): Ernährungsintervention für gesundes Altern | Sprecherinstitution: Deutsches Institut für Ernährungsforschung Potsdam-Rehbrücke
- Selma Stern Zentrum Berlin-Brandenburg (ZjS)
- Zentrum für Innovationskompetenz

Kooperationspartner
Die Universität Potsdam kooperiert auf wissenschaftlicher und beratender Ebene mit vielen Instituten. Hierzu gehören:
| - Alfred-Wegener-Institut für Polar- und Meeresforschung, Forschungsstelle Potsdam - DESY Hamburg - DESY Zeuthen - Deutsches Institut für Ernährungsforschung - Deutsches Institut für Wirtschaftsforschung - Einstein Forum Potsdam - Fraunhofer-Institut für Angewandte Polymerforschung Golm - Fraunhofer-Institut für Zelltherapie und Immunologie / Institutsteil Bioanalytik und Bioprozesse (IZI-BB) Golm - Fraunhofer-Institut für Rechnerarchitektur und Softwaretechnik - Helmholtz-Zentrum Geesthacht Zentrum für Material- und Küstenforschung - Helmholtz-Zentrum für Materialien und Energie - Helmholtz-Zentrum für Umweltforschung - Helmholtz-Zentrum Potsdam Deutsches GeoForschungsZentrum - Institut für Dünnschichttechnologie und Mikrosensorik - Leibniz-Institut für Regionalentwicklung und Strukturplanung | - Leibniz-Institut für Agrartechnik Potsdam-Bornim - Leibniz-Zentrum für Agrarlandschaftsforschung - Leibniz-Institut für Astrophysik Potsdam - Leibniz-Institut für Gemüse- und Zierpflanzenbau - Leibniz-Institut für Gewässerökologie und Binnenfischerei - Max-Planck-Institut für Gravitationsphysik - Max-Planck-Institut für Kolloid- und Grenzflächenforschung - Max-Planck-Institut für Molekulare Pflanzenphysiologie - Potsdam Institut für Klimafolgenforschung - Sozialwissenschaftliches Institut der Bundeswehr - Stiftung Preußische Schlösser und Gärten Berlin-Brandenburg - Vereinigung der Unternehmensverbände in Berlin-Brandenburg e. V. - Weizenbaum-Institut für die vernetzte Gesellschaft - Zentrum für Zeithistorische Forschung Potsdam - ZukunftsAgentur Brandenburg |

### Forschungsschwerpunkte und Initiativen
Die Universität Potsdam setzt auf folgende vier Forschungsschwerpunkte:
- Earth and Environmental Systems
- Kognitionswissenschaften
- Data-Centric Sciences
- Evolutionäre Systembiologie

Zusätzlich zu diesen Schwerpunkten unterstützt die Universität Potsdam einzelne innovative Forschungsinitiativen:
- Netzwerk Digitale Geisteswissenschaften
- Einrichtung einer Graduiertenschule „Jüdische Theologie“
- Etablierung eines Center for Molecular Water Science

## Ausgründungen
Die Universität Potsdam ist für ihr hohes Engagement in der Gründungsförderung bekannt. 2009 war die Uni Sieger in einem vom Lehrstuhl für Wirtschaftsgeographie der Ludwig-Maximilians-Universität München durchgeführtes Universitäts-Ranking „Vom Studenten zum Unternehmer – Welche Universität bietet die besten Chancen?“. Die Universität erreichte im Gründungsradar 2018 zusammen mit dem Karlsruher Institut für Technologie (KIT) den dritten Platz. Insbesondere das Hasso-Plattner-Institut bringt eine Vielzahl von Firmengründern und Kreativen im Bereich der IT-Entwicklung hervor.

## Ansehen
Eine Reputationsstudie der Deutschen Vereinigung für Politische Wissenschaft im Jahr 2007 zeichnete die Universität Potsdam im Bereich Politikforschung und Verwaltungswissenschaft als eine der drei wichtigsten deutschen Universitäten und Forschungsstätten aus. Die an der Universität Potsdam angebotenen Master- und Doktorandenprogramme gehören nach Einschätzung des Centrums für Hochschulentwicklung zur europäischen Spitzengruppe.
Das Zentrum für Hochschulsport der Universität Potsdam belegte 2010 einen ersten Platz im Bildungsranking des Allgemeinen Deutschen Hochschulverbandes in der Kategorie „Hochschulen mit mehr als 15.000 Studierenden“.
Die Universität belegte 2017 beim Humboldt-Ranking Platz 11 unter 79 berücksichtigten Universitäten. Der DFG-Förderatlas 2018 weist die Universität Potsdam beim Einwerben von Drittmitteln der DFG unter den 40 Universitäten mit den höchsten Bewilligungen in den Geistes- und Sozialwissenschaften (Platz 22), Lebenswissenschaften (Platz 40) und in den Naturwissenschaften (Platz 34) für 2014–2016 insgesamt aus.
Die Universität Potsdam hat im Jahr 2016 als erste Universität das Zertifikat der EU „Human Resources Excellence in Research“ (HRS4R) erhalten.
In dem im Jahr 2017 veröffentlichten CEWS „Hochschulranking nach Gleichstellungsaspekten“ konnte sich die Universität Potsdam in der Gesamtbewertung in der Spitzengruppe platzieren.
Seit 2017 nimmt die Universität Potsdam jährlich an internationalen Rankings teil. Dort wurde die Universität Potsdam 2020 in der Ranggruppe 251–300 von insgesamt 1369 Universitäten geführt und belegte im nationalen Vergleich Platz 26. Beim THE World University Ranking der jungen Universitäten, belegte die Universität Potsdam 2021 Platz 30. In der globalen Rangliste des Shanghai-Ranking wurde die Universität Potsdam im Jahr 2019 als eine von 40 deutschen Universitäten gelistet und in der Gruppe 401–500 geführt.

## Internationalisierung
Die Universität Potsdam hat eine Internationalisierungsstrategie entwickelt, die als Querschnittsaufgabe von der Hochschulleitung getragen, vom inneruniversitären Beirat Internationalisierung begleitet wird und an die Internationalisierungsstrategie des Landes Brandenburg anknüpft.
Insbesondere durch die Zusammenarbeit mit Ländern wie Polen, Frankreich oder Israel sollen „Fremdsprachenkenntnisse, interkulturelle Kompetenz und internationale Mobilität“ verbessert werden. Die Universität pflegt Partnerschaften zu Institutionen in der ganzen Welt und unterstützt insbesondere Partnerschaften in definierten Schwerpunktregionen (Australien, Frankreich, Israel, Polen, Russland, Türkei, USA, Brasilien, Kolumbien, Costa Rica und Argentinien sowie der Region südliches Afrika), um Drittmitteleinwerbungen anzuregen. Darüber hinaus wurden zwei Universitäten als strategische Partner definiert: Macquarie University, Tel Aviv University.
Die Universität Potsdam ist federführender Partner der „European Digital UniverCity (EDUC)“, einer von 17 Pilot-Hochschulallianzen der Europäischen Union. Mit Partnern in Frankreich, Italien, Ungarn und der Tschechischen Republik zielt EDUC darauf ab, eine integrierte europäische Universität zu schaffen, in der Studierende, Forscher und Verwaltungsmitarbeiter über fünf Länder hinweg zusammenarbeiten.
Derzeit liegt der prozentuale Anteil ausländischer Studierender bei 14 % der Studierendenschaft, bei den Master-Studierenden bei 18 %. Bei der Anzahl der internationalen Studiengänge belegt die Universität deutschlandweit derzeit den 2. Platz, bei der Anzahl mobiler Dozierender den 2. Platz und bei der Anzahl der Bildungsausländer unter den abgeschlossenen Promotionen den 3. Platz von 32 großen Hochschulen in Deutschland (Profildaten zur Internationalität der deutschen Hochschulen 2019).
Die Internationalisierung der Universität hat durch die 2011 erfolgte Beauftragung eines Vizepräsidenten für Internationales einen besonderen Stellenwert bekommen, die aktuell von Florian Schweigert wahrgenommen wird.